# Slovaquie
« République slovaque » redirige ici.  Pour l’État satellite de l’Allemagne nazie, voir République slovaque (1939-1945).
Ne doit pas être confondu avec Slovénie, Slavonie ou Syldavie.
République slovaque
(sk) Slovenská republika
La Slovaquie, en forme longue la République slovaque (en slovaque : Slovensko et Slovenská republika), est un pays situé en Europe centrale, au cœur de l'Europe continentale. Elle est membre de l'Union européenne depuis 2004. Ses pays frontaliers sont la Pologne au nord, l'Ukraine à l'est, la Hongrie au sud, l'Autriche à l'ouest et la Tchéquie à l'ouest-nord-ouest. Cœur de la Grande-Moravie, la Slovaquie fit partie du royaume de Hongrie à partir du XIe siècle. Du 28 octobre 1918 au 21 mars 1939, puis du 4 avril 1945 au 31 décembre 1992, elle a, avec la Tchéquie, fait partie de la Tchécoslovaquie,. De 1939 à 1945 fut constituée, à partir des décombres de la Tchécoslovaquie, une République slovaque (à moitié démembrée par la Hongrie) au Troisième Reich.
La Slovaquie est membre de nombreuses organisations internationales, telles que l'ONU, l'OTAN, l'OMC, l'OCDE ou encore le V4, et fait partie de la zone euro.

## Toponymie
Les noms de la Slovénie, de la Slavonie et de la Slovaquie ont tous les trois la même origine que le mot « Slave », qui provient soit du vieux-slave slovo signifiant « mot » ou « parole » (c’est-à-dire « parlant de manière intelligible aux Slaves »), soit du mot slava, « gloire ». La Slovénie et la Slovaquie sont souvent confondues, car les noms Slovenská Republika (qui signifie République slovaque en slovaque) et Republika Slovenija peuvent prêter à confusion dans de nombreuses langues.
Chaque année, un poids considérable de courrier mal acheminé est à réexpédier vers la Slovénie (600 kg en 2004). Cette confusion fait que le personnel des deux ambassades se retrouve chaque mois pour échanger le courrier mal adressé[réf. à confirmer].
Les Slovaques appelaient le territoire où ils vivaient Slovensko (« Slovaquie »), terme apparu par écrit au XVe siècle, mais qui n'était pas défini précisément, et certaines sources du XVIe siècle y font référence sous les dénominations Sclavonia ou encore Slováky, noms qui qualifiaient une aire à la fois géographique et ethnique, aux limites indéfinies. Cette région habitée par les Slovaques n'avait pas de statut légal, constitutionnel ou politique à l'intérieur du royaume de Hongrie.
Ces dénominations sont historiques, mais n'étaient pas officielles avant la formation de la Première république en 1918, car l'actuelle Slovaquie appartenait jusque-là à l'Autriche-Hongrie et, au sein de celle-ci depuis 1867, à la Hongrie où seul le hongrois était langue officielle, la langue slovaque ne permettant guère de poursuivre des études au-delà de l'école primaire, et les associations culturelles slovaques étant persécutées. Après 1918 et la dislocation de l'Empire austro-hongrois, la slovaquisation des noms et de l'enseignement a été une réaction à cette situation antérieure. Jusqu'en 1918, la Slovaquie était désignée comme Felvidék (« Haut-Pays ») par les Hongrois, et beaucoup de sources hongroises affirment que seul ce terme serait historique, « Slovaquie » étant selon ce point de vue un néologisme.
L'usage de Felvidék, pour désigner la Slovaquie d'aujourd'hui, est perçu, par les Slovaques, comme offensant et comme un acte de guerre, et comme inapproprié par les Hongrois non-nationalistes. Felvidék est par ailleurs couramment employé depuis l'ouverture du rideau de fer, dans un sens autonomiste territorial par la minorité hongroise, pour désigner uniquement les régions de Slovaquie à population majoritairement hongroise : c'est ainsi que le quotidien de Slovaquie de langue hongroise Új Szó distingue systématiquement Felvidék de Szlovákia « Slovaquie ». Un certain nombre de membres de la minorité hongroise de Slovaquie se désignent eux-mêmes comme felvidéki magyarok (littéralement : « Hongrois du Haut-Pays »).
En slovaque, on distingue la Grande-Hongrie ethniquement hétérogène dans son territoire d'avant 1918 appelée Uhorsko, de la Hongrie en tant qu'État-nation ethniquement homogène des Magyars établi en 1918 appelée Maďarsko, dont les frontières furent dessinées par la « commission Lord » en 1919 et officialisées au traité de Trianon en 1920.

## Géographie

Carte géographique de Slovaquie.

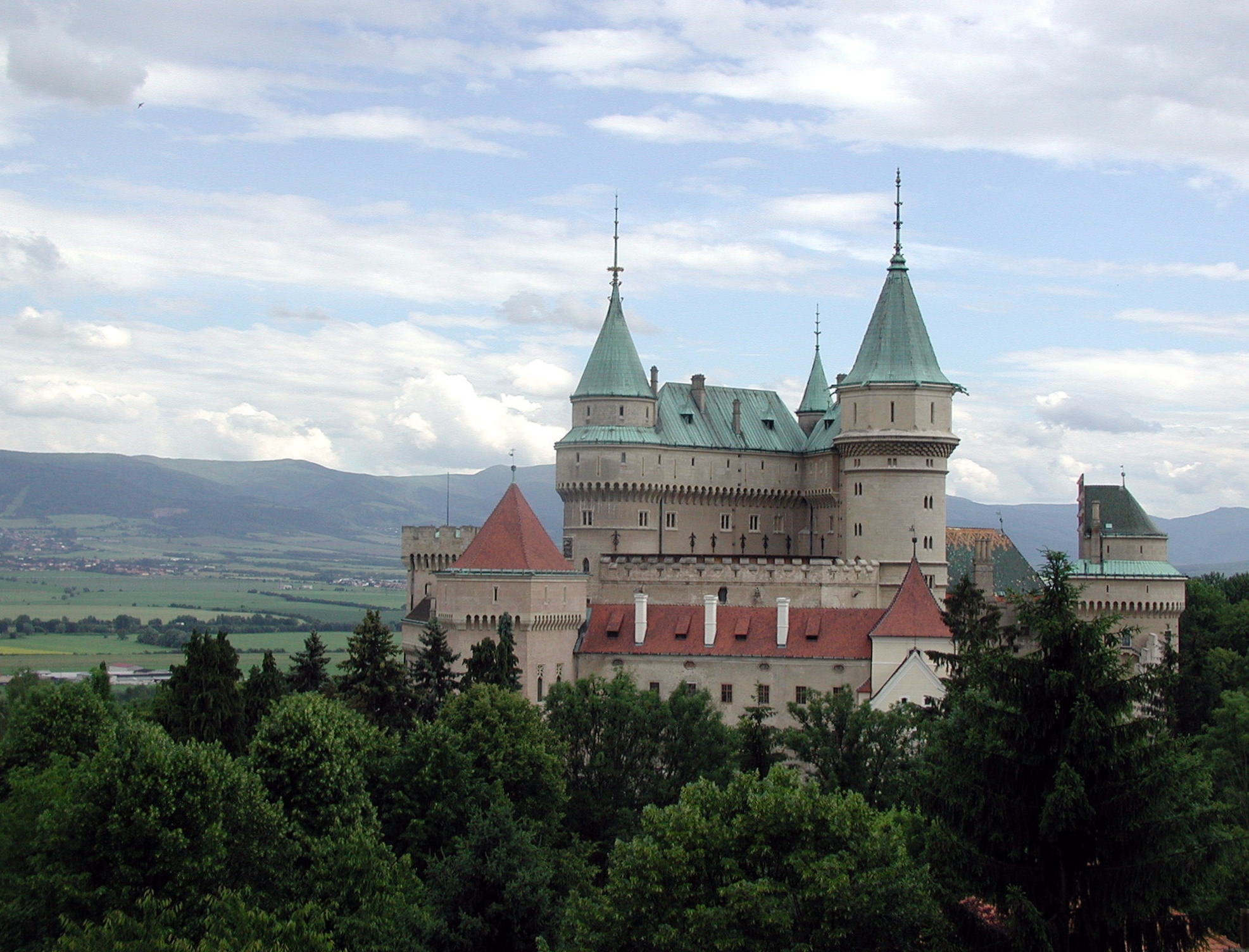
Château de Bojnice.

### Géographie physique
Le paysage slovaque est très contrasté dans son relief. Les Carpates occidentales (qui commencent à la capitale Bratislava) s'étendent sur la majorité de la moitié nord du pays.
Parmi cet arc montagneux on distingue les hauts sommets des Tatras (Tatry), qui sont une destination très populaire pour le ski et contiennent de nombreux lacs et vallées, le Kriváň, une montagne symbolique du pays, ainsi que le plus haut point de la Slovaquie et des Carpates, le Gerlachovský štít (2 655 m).
Les plaines se trouvent au sud-ouest (le long du Danube) et au sud-est. Les plus grandes rivières slovaques, outre le Danube (Dunaj) dont elles sont des affluents, sont le Váh et le Hron, ainsi que la Morava qui forme la frontière avec l'Autriche.

### Climat
La Slovaquie appartient à la zone climatique tempérée nord, avec une alternance régulière de quatre saisons et des conditions météorologiques variables. La répartition des précipitations est relativement uniforme tout au long de l'année, due à l'influence des courants de l'Atlantique. Ce climat océanique tempéré tend vers le climat continental principalement au sud du pays, où les influences des masses d'air sec, situées à l'est, accentuent les écarts de températures qui sont en hiver à l'est du pays jusqu'à 3 °C plus froides qu'à l'ouest à une altitude identique.
Les températures moyennes des régions les plus chaudes dans les plaines du sud-ouest du pays sont de -1 à −2 °C en janvier et de 18 à 21 °C en juillet, avec une moyenne annuelle de 9 à 11 °C. Dans les vallées du centre et du nord les moyennes annuelles sont de 6 à 8 °C et parfois inférieures dans les hautes vallées comme la région d'Orava. Vers 1 000 m, ces températures sont de 4 à 5 °C et tombent à -1 °C à 2 000 m d'altitude.
| Station       | Région              | Latitude | Longitude | Altitude (m) | Précipitations annuelles (mm) | Températures moyennes en janvier (°C) | Températures moyennes en juillet (°C) |
| ------------- | ------------------- | -------- | --------- | ------------ | ----------------------------- | ------------------------------------- | ------------------------------------- |
| Bratislava    | Sud-ouest           | 48° 12’  | 17° 12’   | 129          | 580                           | 0                                     | 20                                    |
| Košice        | Sud-est             | 48° 42’  | 21° 16’   | 231          | 610                           | -2                                    | 18                                    |
| Žilina        | Nord-ouest          | 49° 14’  | 18° 37’   | 314          | 770                           | -3                                    | 17                                    |
| Lomnický štít | Nord, Hautes Tatras | 49° 12’  | 20° 13’   | 2635         | 1561                          | -11                                   | 3                                     |

### Environnement
Avec ses voisins hongrois et tchèques, la Slovaquie se trouve dans la région présentant le plus haut niveau de pollution atmosphérique et d'acidité des pluies en Europe. Cette situation est due à la circulation automobile et aux usines chimiques et agroalimentaires. En 2013, environ 250 000 Slovaques ont souffert de maladies liées à cette pollution

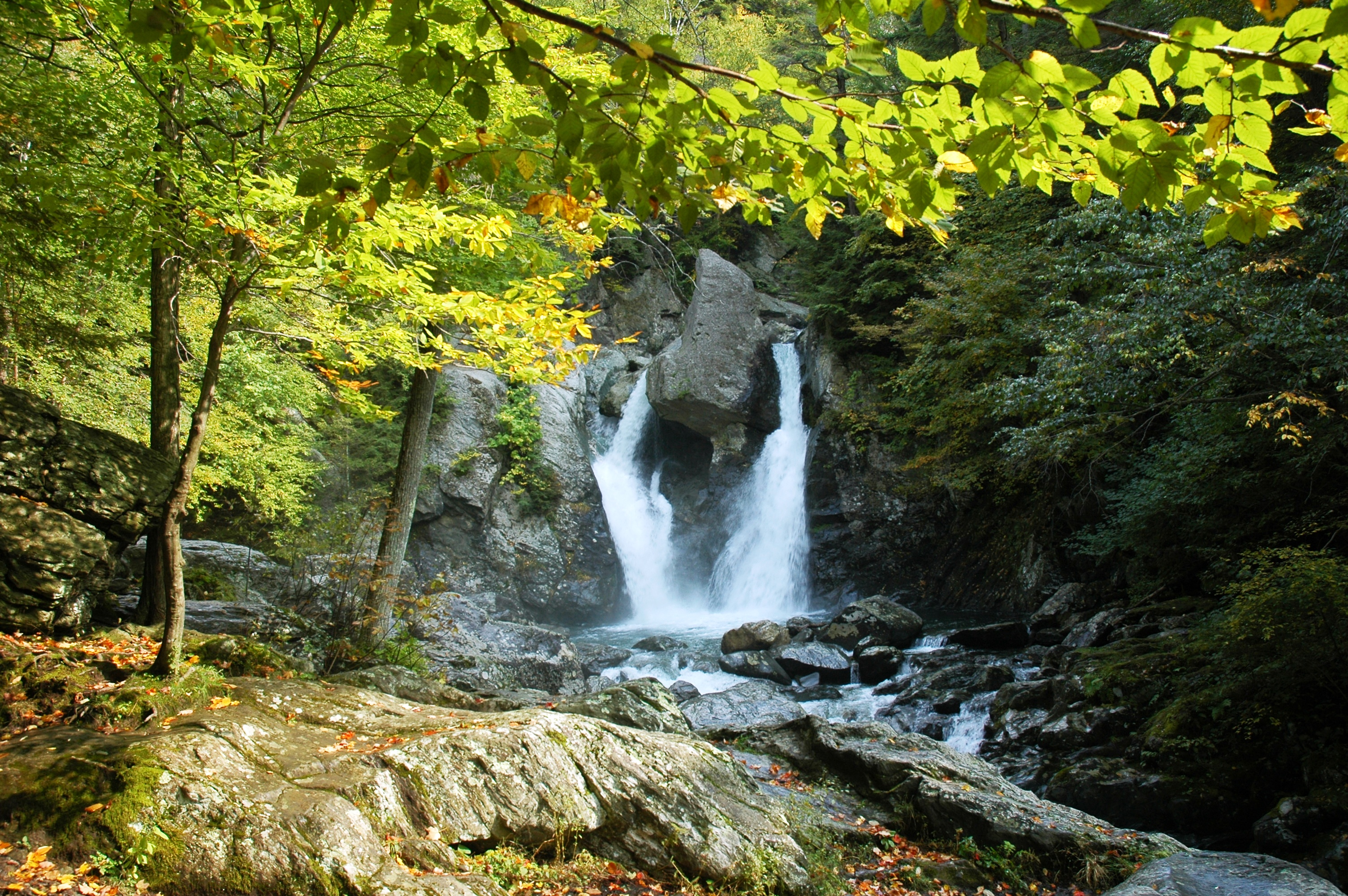
Parc national du Paradis slovaque.

#### Zones naturelles protégées
La plupart des régions ayant un intérêt écologique sont placées sous protection. En 2003, environ 23 % de la surface du pays était sous une de ces formes de protection : 9 parcs nationaux (12 %), 14 zones de paysage protégé (10,5 %), 181 sites protégés, 383 réserves naturelles, 219 réserves naturelles nationales, 230 monuments naturels et 60 monuments naturels nationaux.

##### Réseau européen Natura 2000
Le réseau Natura 2000 rassemble des sites naturels ou semi-naturels de l'Union européenne ayant une grande valeur patrimoniale, par la faune et la flore exceptionnelles qu'ils contiennent.
En décembre 2018, la Slovaquie comptait 683 sites dont :
- 41 zones de protection spéciale (ZPS) pour les oiseaux sur une superficie de 13 105 km2 ;
- 642 zones spéciales de conservation (ZSC) (dont les pSIC, SIC) pour les habitats et les espèces sur une superficie de 6 151 km2 ;
- La superficie totale est de 14 633 km2, ce qui représente 30 % de la surface terrestre du territoire de la Slovaquie[46].

##### Biens du patrimoine Unesco
L'UNESCO a labellisé en Slovaquie huit sites au titre de la convention sur le patrimoine naturel et culturel de l'humanité.
Au titre du patrimoine naturel, le pays partage avec 17 autres en Europe le bien transnational "Forêts primaires et anciennes de hêtres des Carpates et d’autres régions d’Europe.

### Subdivisions

Carte des régions de Slovaquie.

La Slovaquie est divisée en 8 régions (kraje, au singulier kraj), nommées d’après leur capitale :

#### Slovaquie occidentale
- Région de Bratislava (Bratislava)
- Région de Nitra (Nitra)
- Région de Trenčín (Trenčín)
- Région de Trnava (Trnava)

#### Slovaquie centrale
- Région de Banská Bystrica (Banská Bystrica)
- Région de Žilina (Žilina)

#### Slovaquie orientale
- Région de Košice (Košice)
- Région de Prešov (Prešov)

On peut aussi noter l’existence de 79 districts (okres).

### Villes
En 2008, 56 % de la population habitait en ville. La capitale, Bratislava, est la plus grande ville slovaque avec une population de plus de 425 000 habitants, est la 66e plus grande ville d'Europe, et sa zone urbaine élargie, avec plus de 600 000 habitants est la 110e agglomération européenne (données Eurostat).
| rang | nom             | kraj (région)             | hab.    |
| ---- | --------------- | ------------------------- | ------- |
| 1    | Bratislava      | Région de Bratislava      | 428 672 |
| 2    | Košice          | Région de Košice          | 236 093 |
| 3    | Prešov          | Région de Prešov          | 92 786  |
| 4    | Nitra           | Région de Nitra           | 87 285  |
| 5    | Žilina          | Région de Žilina          | 85 400  |
| 6    | Banská Bystrica | Région de Banská Bystrica | 83 056  |
| 7    | Trnava          | Région de Trnava          | 70 286  |
| 8    | Martin          | Région de Žilina          | 60 133  |
| 9    | Trenčín         | Région de Trenčín         | 57 854  |
| 10   | Poprad          | Région de Prešov          | 56 157  |
| 11   | Prievidza       | Région de Trenčín         | 53 097  |

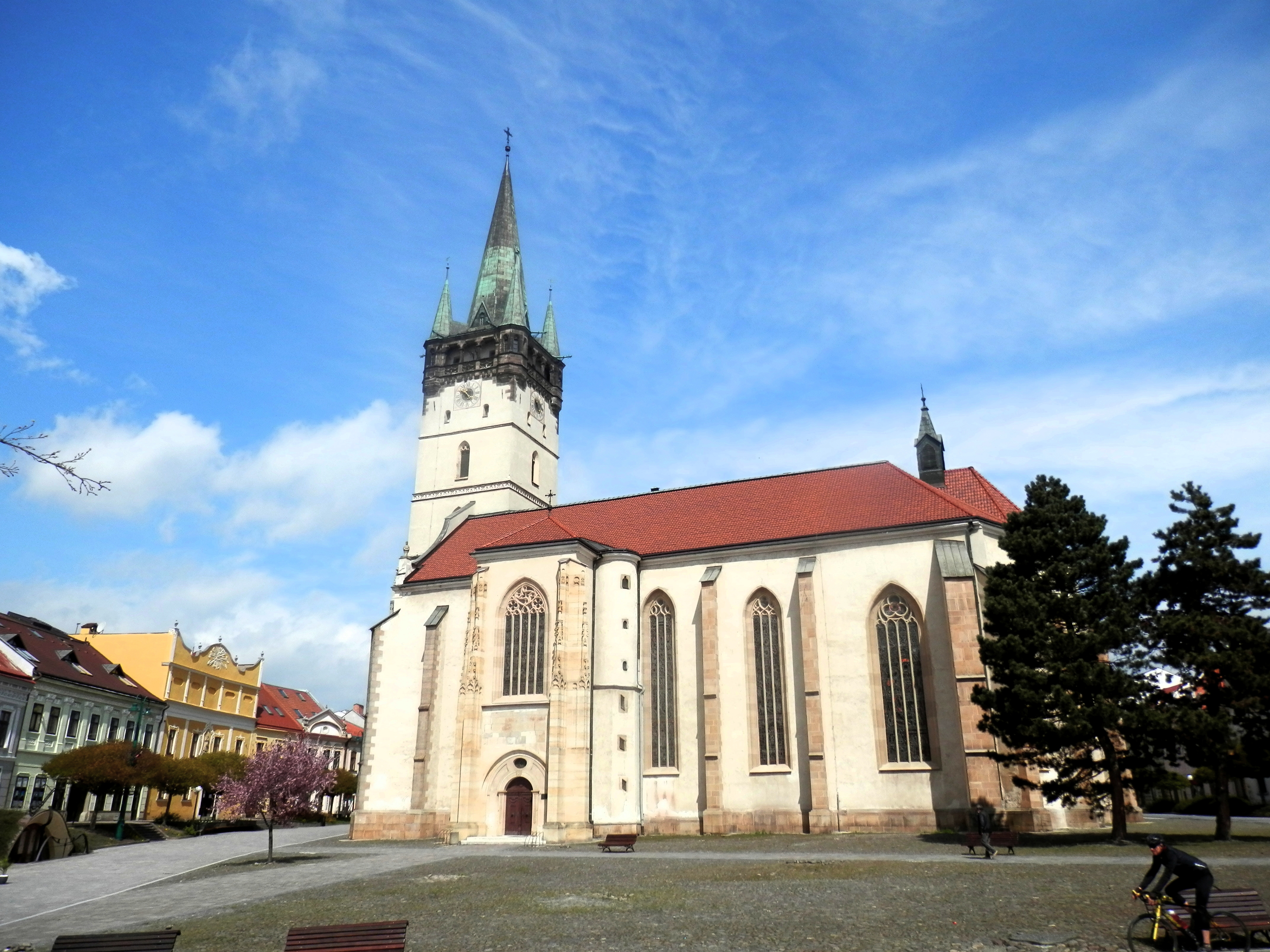
Prešov.
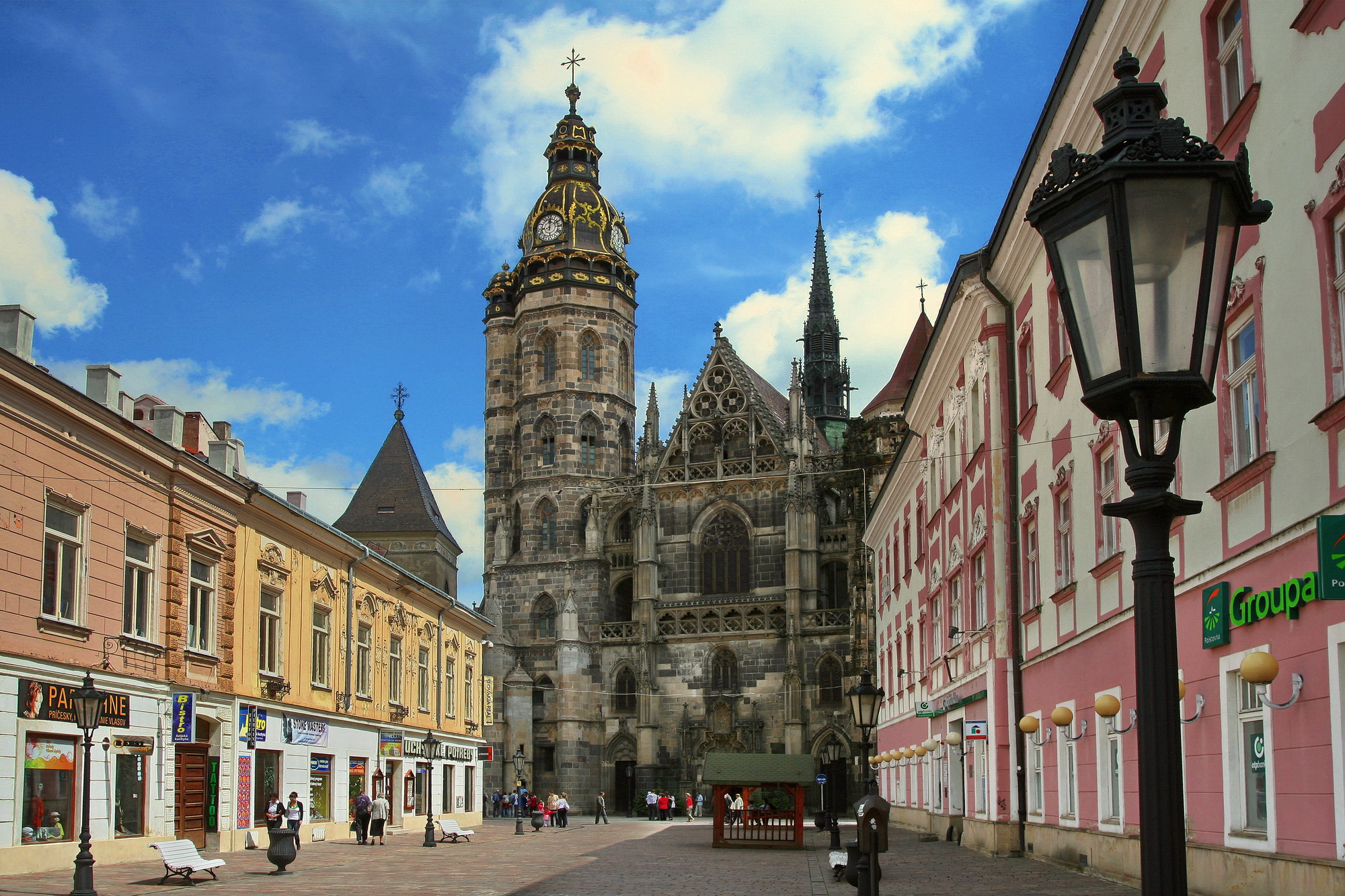
Košice.
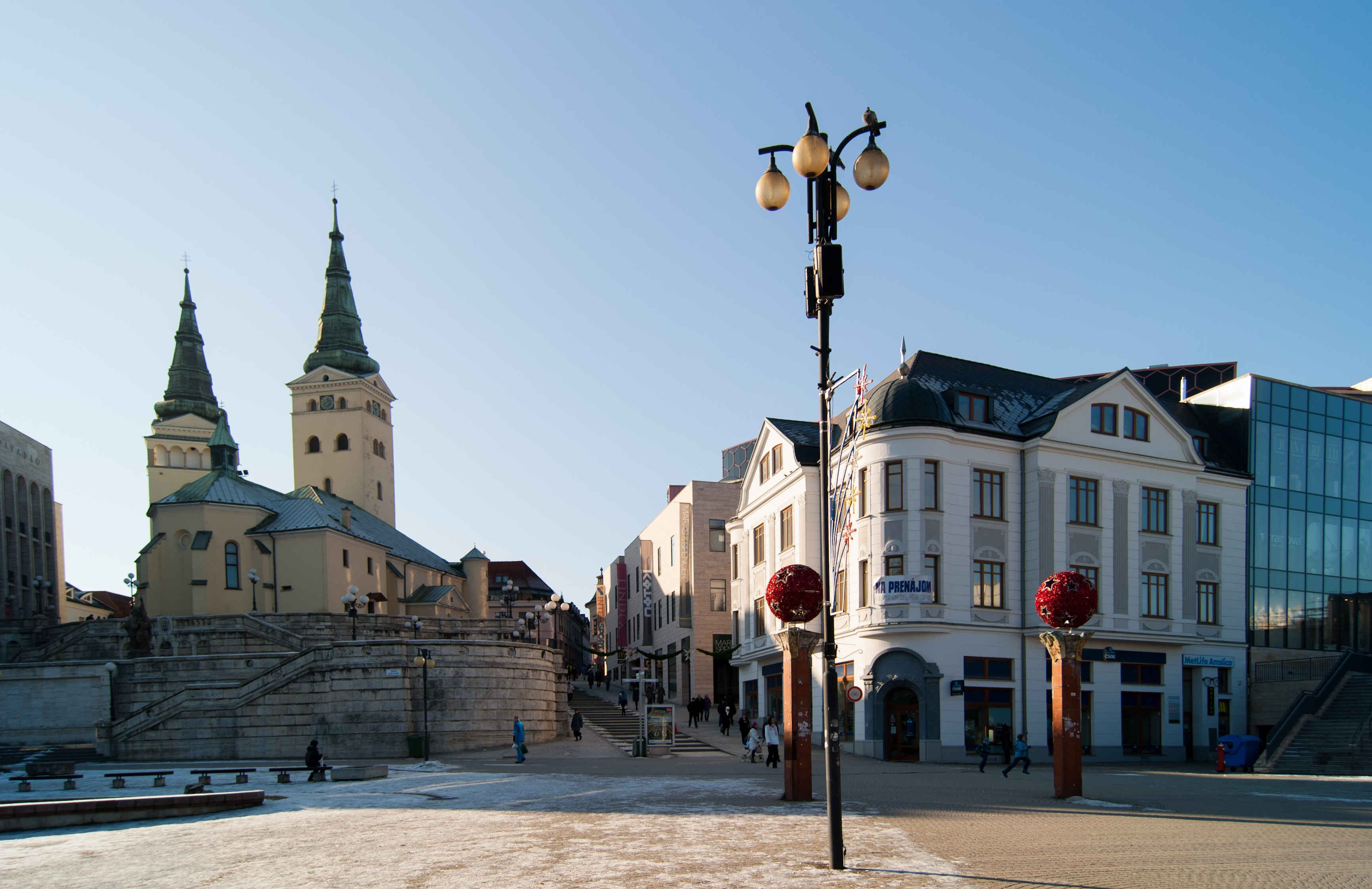
Žilina.
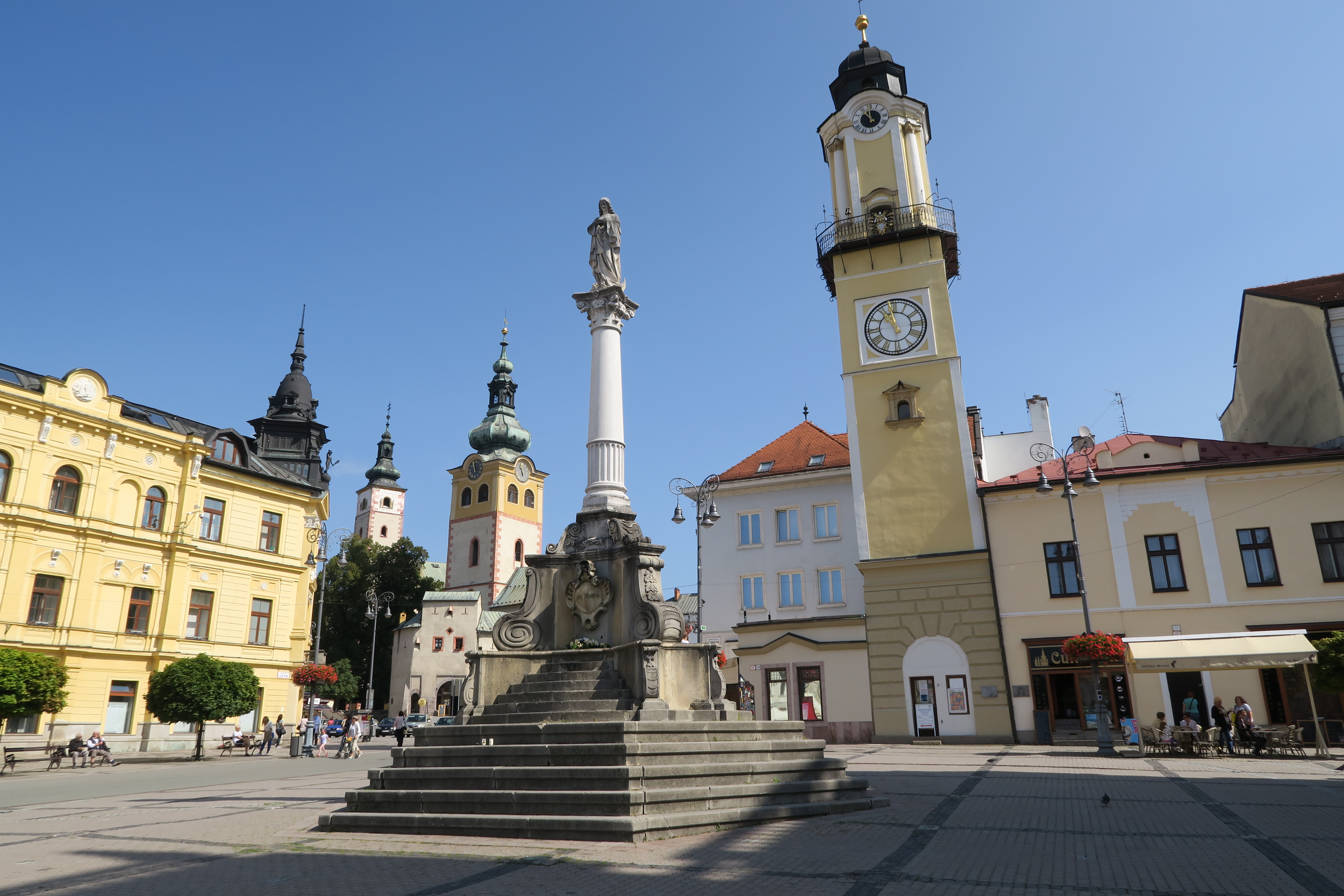
Banská Bystrica.
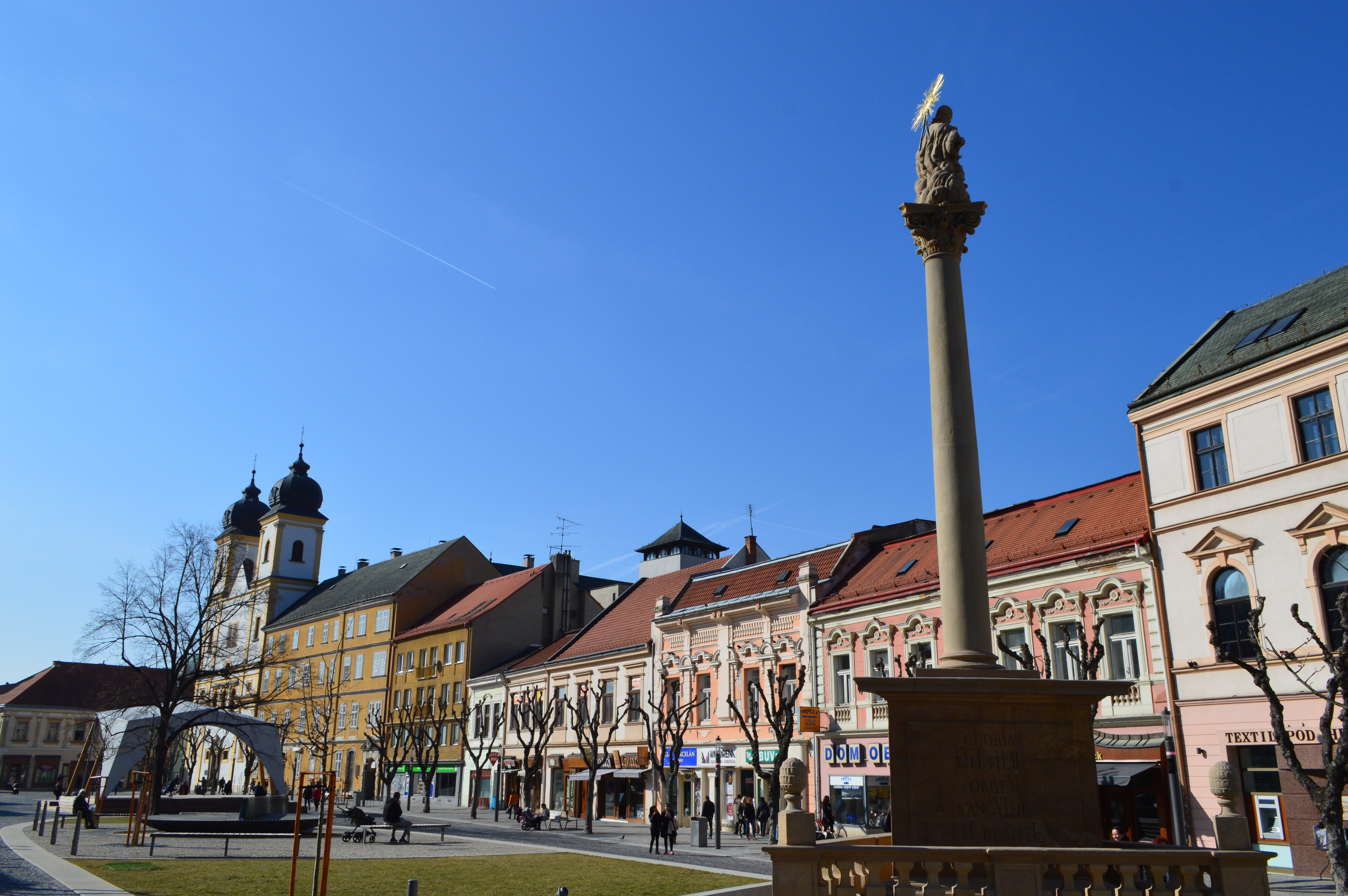
Trenčín.
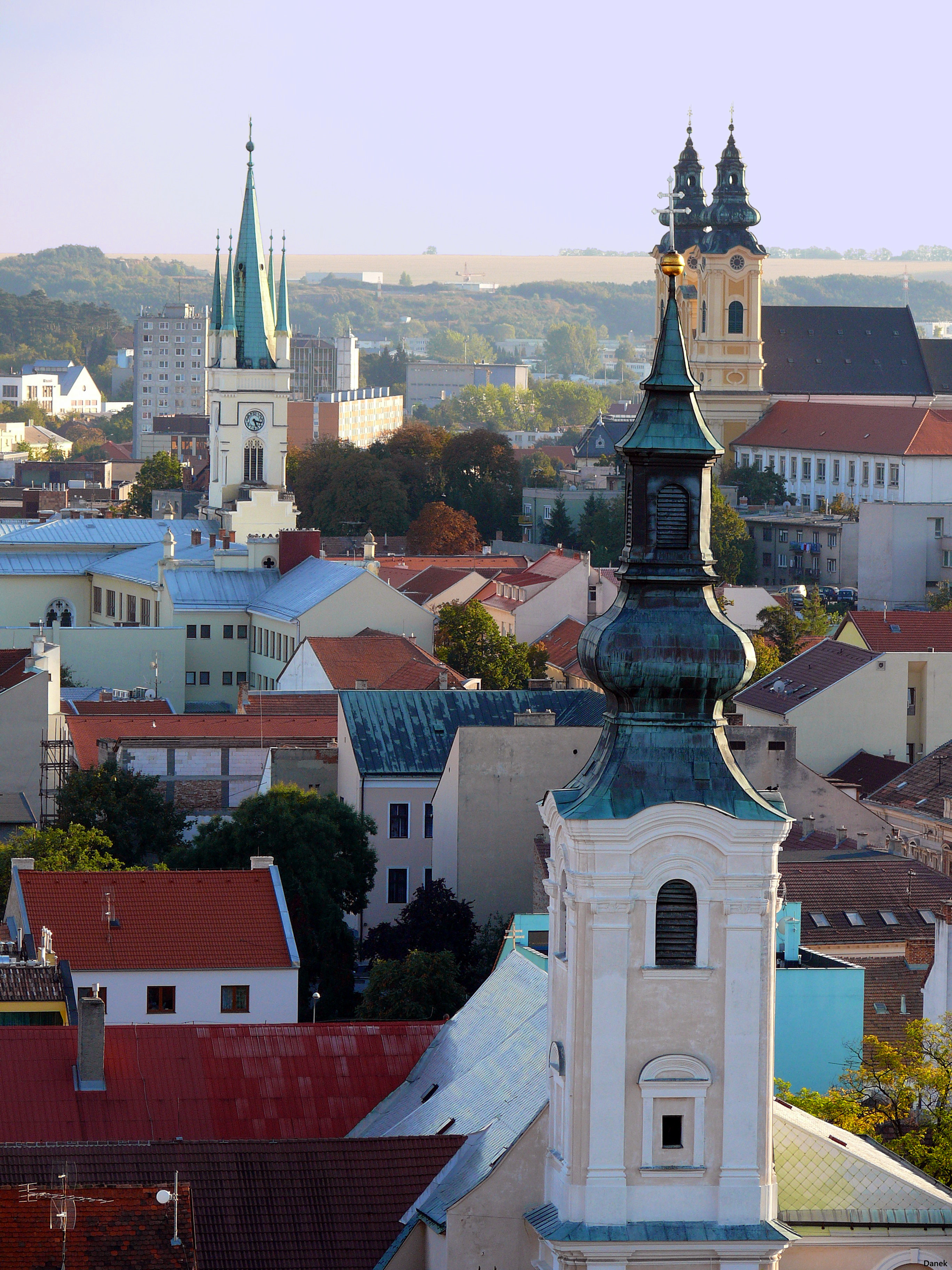
Nitra.
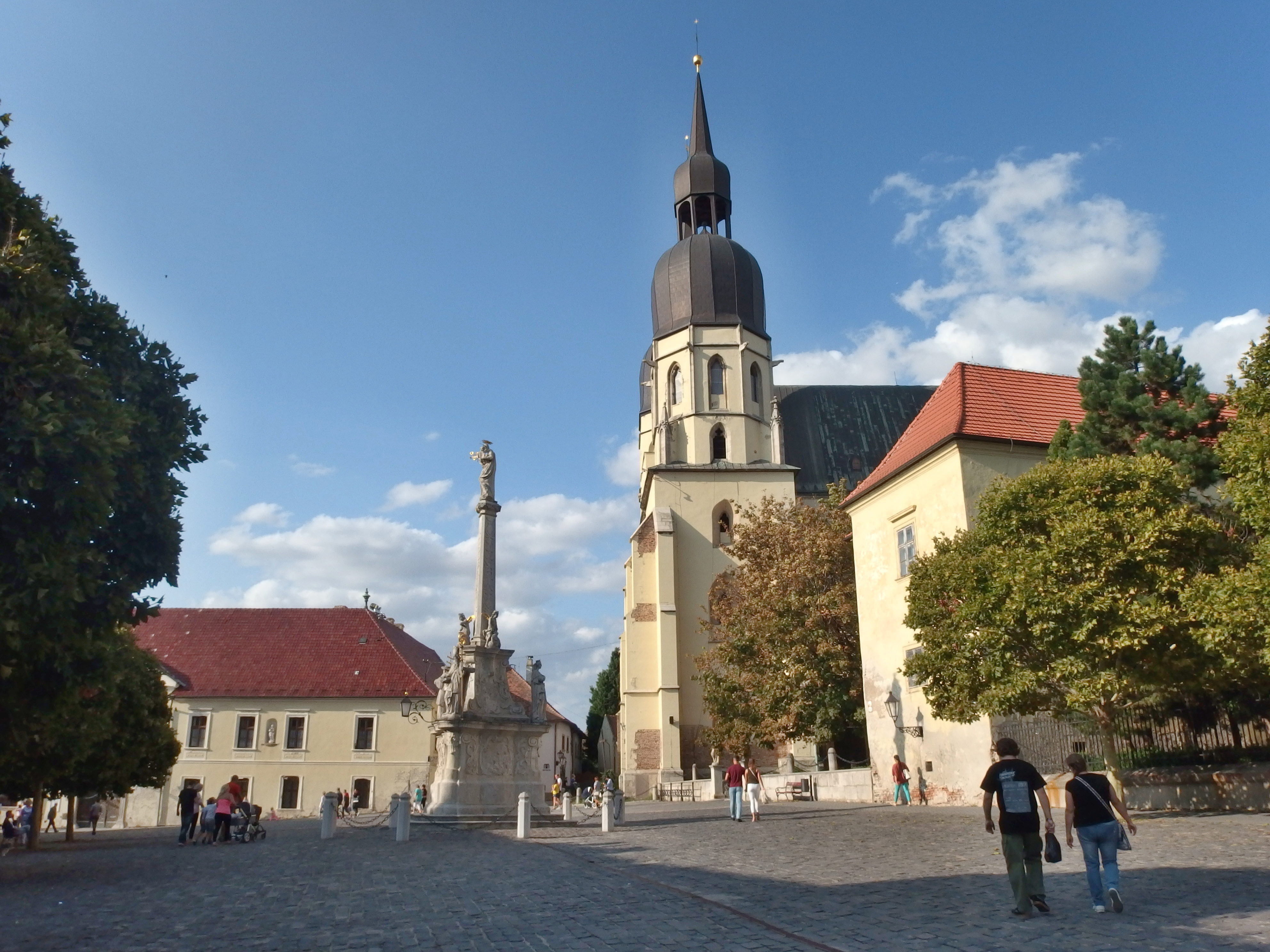
Trnava.
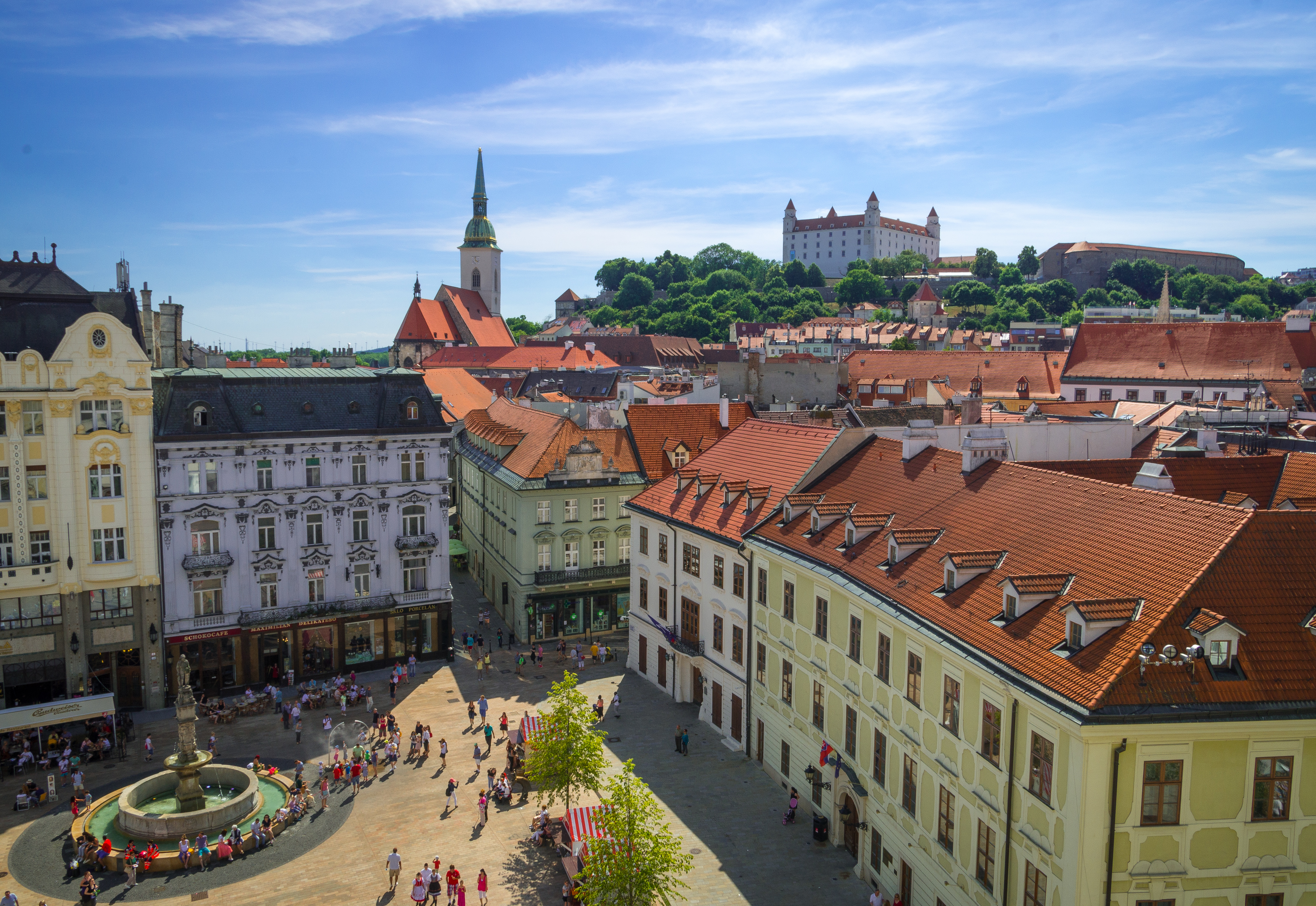
Bratislava.

### Infrastructures

#### Transport routier
Le réseau routier est en bon état dans l’ensemble, même s'il a peu d’autoroutes (excepté autour de Bratislava, qui est relié à 4 autoroutes, y compris vers Vienne). La capitale connaît des problèmes d'embouteillages.
Toutes les autoroutes peuvent être utilisées moyennant la perception d’un droit forfaitaire. Les vignettes peuvent être achetées aux postes frontières et dans les stations-services.
Depuis le 1er janvier 2010, les poids lourds doivent être équipés d'un équipement de paiement électronique.

#### Transport ferroviaire

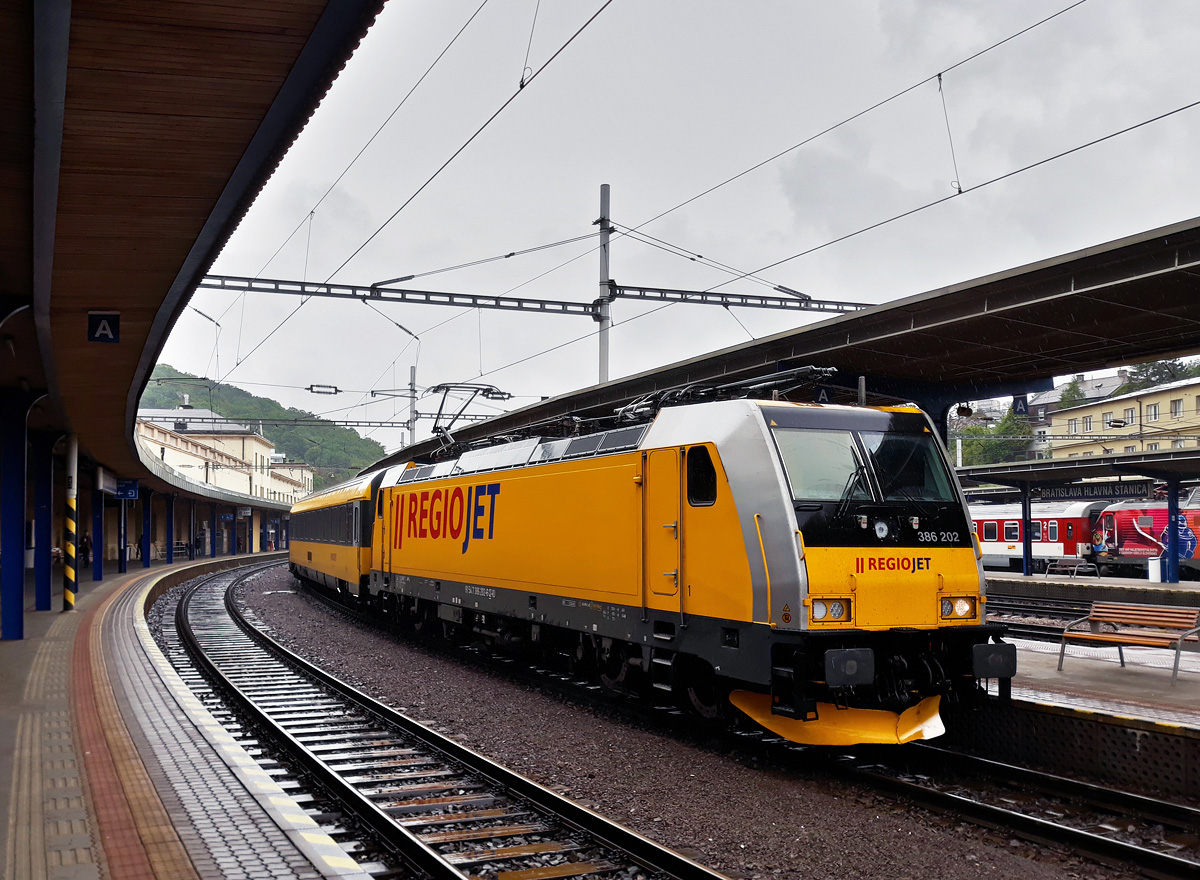
Gare ferroviaire de Bratislava.

Železnice Slovenskej republiky (ŽSR, Réseaux ferrés de la république slovaque) est la société de droit public qui gère l'infrastructure ferroviaire en Slovaquie. Le réseau est dense et en bon état, même si les trajets sont longs et certains trains vétustes.
ŽSR gérait en 2007 3 658 km de lignes, ce qui correspond à 6 881 km de voies dont :
- voie unique : 2 640 km ;
- deux voies et plus : 1 019 km ;
- écartement large (ligne 500 Haniska (US steel) - Ukraine) : 99 km ;
- écartement standard (1 435 mm) : 3 509 km ;
- écartement < 1 435 mm : 50 km.

Avec :
- 76 tunnels pour une longueur totale de 43,375 km ;
- 2 283 ponts pour une longueur totale de 46,762 km.

#### Transport aérien

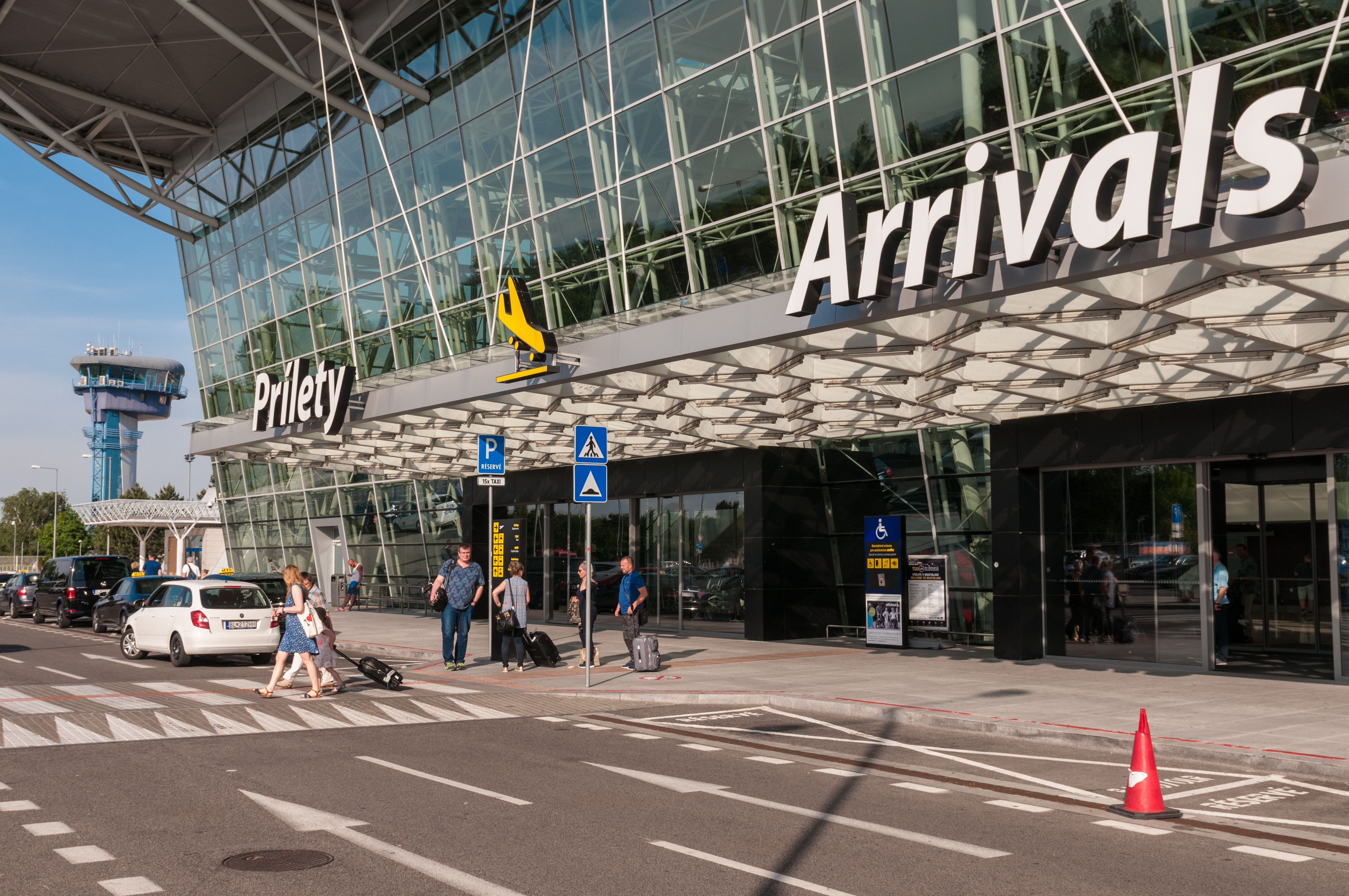
Aéroport M. R. Štefánik.

L'aéroport principal du pays est l'aéroport M. R. Štefánik à 9 km de Bratislava (qui est aussi proche de l'aéroport de Vienne-Schwechat en Autriche). D'autres aéroports pour passagers se trouvent à Košice, Poprad-Tatras, ces deux derniers étant néanmoins bien moins desservis que l'aéroport de la capitale. L'aéroport de Poprad a pour principal avantage sa proximité avec les pistes de ski et les stations hivernales, malgré une très faible fréquence de vols (les principaux vols provenant de Riga et Londres-Luton).

#### Transport fluvial
Le Danube sur 172 km est la seule voie navigable de Slovaquie. Du fait que le fleuve se situe en grande partie sur la frontière avec la Hongrie, tous les projets d'aménagement comme le barrage de Gabčíkovo doivent se faire en concertation avec cette dernière. Les ports fluviaux principaux sont à Bratislava et Komárno.

#### Transports urbains
La majorité des villes possèdent un réseau de bus, dans cinq villes ce réseau de bus est complété par un réseau de trolleybus (Bratislava, Košice, Prešov, Žilina, Banská Bystrica). À Bratislava et à Košice, le réseau urbain est agencé autour d'un réseau de trams.

#### Services aux collectivités
La Slovaquie est traversée par d'importants gazoducs, tel que le gazoduc Transgas reliant l'Ukraine à l'Autriche (et le hub de Baumgarten an der March). Son importance stratégique pour le gaz naturel devrait décroitre à l'avenir avec l'ouverture du gazoduc Nabucco. Elle est également traversée par l'oléoduc Droujba. En tout, elle est traversée par 6 769 km de gazoducs et 416 km d'oléoducs.
Le pays est importateur d'électricité (de peu), mais dépend principalement d'importations pour son pétrole et son gaz naturel.
La Slovaquie est dotée d'un réseau téléphonique moderne qui s'est largement étendu ces dernières années, principalement avec les services mobiles. Le réseau est en train d'être converti au numérique et à la fibre optique, particulièrement dans les grandes villes. Le service mobile est fourni par trois entreprises. Le pays a trois commutateurs internationaux, un à Bratislava et deux à Banská Bystrica. Le pays participe à des projets de communication internationaux. En 2009, le pays avait 867 615 hôtes internet, et 3 566 000 utilisateurs d'internet en 2008. Son indicatif téléphonique international est 421 et son domaine national de premier niveau .sk.

## Histoire

### Avant leXIesiècle
Slavisé au Ve siècle,, le territoire slovaque constituait le cœur de la Grande-Moravie et, à partir du XIe siècle, une partie du Royaume de Hongrie, (bien qu'il fût temporairement occupé par la Pologne au XIe siècle). La Slovaquie tiendrait son nom des Slaves (slovanský) et des Valaques.

### Possession hongroise / austro-hongroise

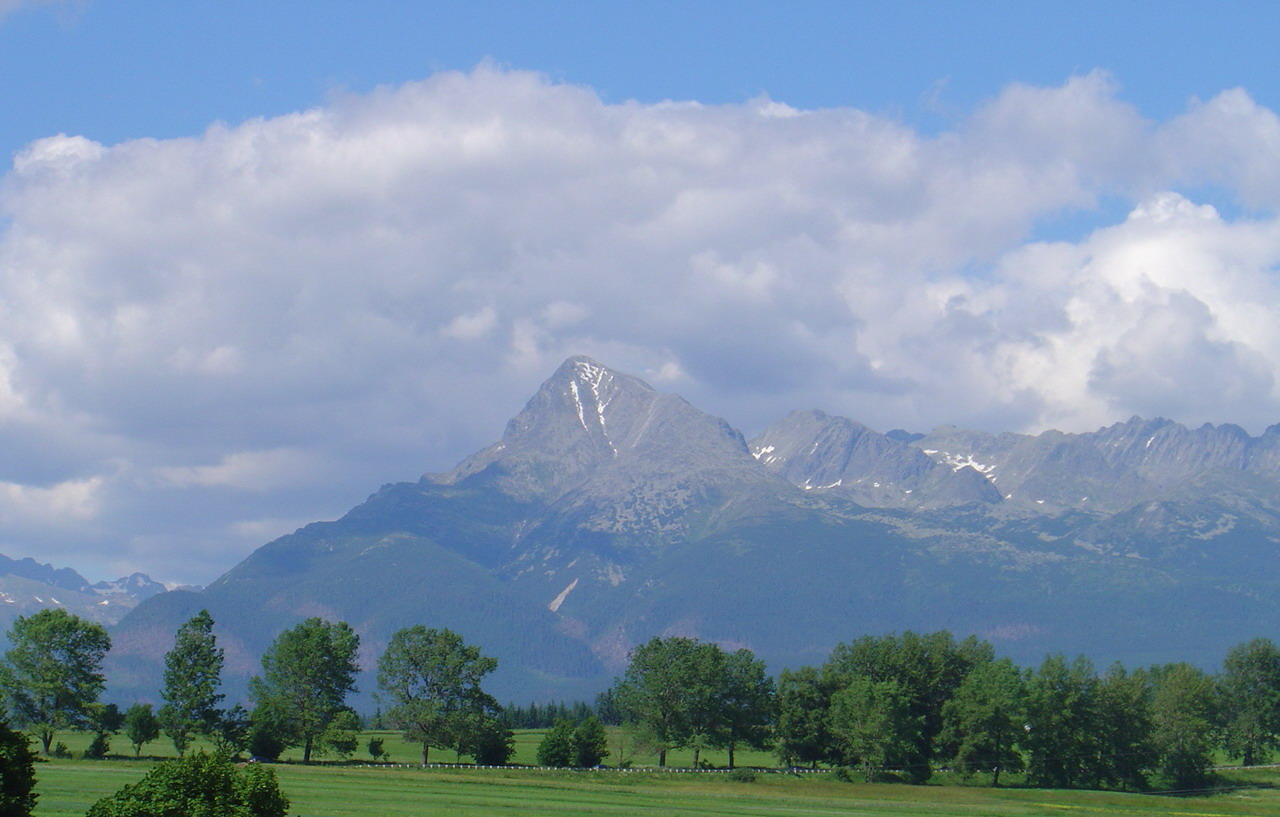
Le Kriváň, mont symbole de l'identité slovaque, aujourd'hui présent sur les pièces de 1, 2 et 5 centimes de l'euro slovaque.

Après la mort du roi de Hongrie Louis II Jagellon à la bataille de Mohács (1526), son beau-frère Ferdinand Ier de Habsbourg est choisi à la fois comme roi de Hongrie par la diète de Pozsony/Pressburg/Prešporok (Presbourg, actuelle Bratislava) et comme roi de Bohême par celle de Prague. La dynastie régnera dès lors jusqu'en 1918.
À la suite de la prise de Buda en 1541 par les Ottomans, et l'occupation de la Hongrie (sauf la Haute-Hongrie et ses riches mines d'argent), Pozsony/Pressburg/Prešporok devient la capitale de la Hongrie royale et la ville de couronnement de la couronne de Hongrie.
Au XVIIIe siècle, sous l'influence du panslavisme et face au processus de magyarisation, un nationalisme slovaque voit le jour. En 1847, une version codifiée du slovaque par Ľudovít Štúr est acceptée par catholiques et luthériens (une version codifiée par Anton Bernolák au XVIIIe siècle n'étant acceptée que par les catholiques, les protestants utilisant jusqu'alors une version slovacicisée du tchèque), ces notions panslaviques continueront d'être soutenues par certains intellectuels, tels que Ján Kollár même après 1847.
À la suite du Printemps des peuples, lors duquel les Slovaques s'opposèrent à la noblesse hongroise qui possédait la quasi-totalité des terres, le mouvement d'émancipation slovaque continue à se développer, avec la création de l'association culturelle Matica slovenská en 1863 et du Parti national slovaque en 1871. Néanmoins, lors de la création de l'Autriche-Hongrie en 1867, le contrôle de la noblesse hongroise sur la Slovaquie s'accroît, ces institutions furent fermées et le processus de magyarisation se renforça.

### En tant que partie de la Tchécoslovaquie
À la suite du traité de Saint-Germain-en-Laye de 1919 et du traité de Trianon de 1920 mettant fin à la Première Guerre mondiale, la Slovaquie, les pays tchèques (Bohême, Moravie, Silésie tchèque), et jusqu'en 1939 la Ruthénie ont constitué de novembre 1918 au 31 décembre 1992 la Tchécoslovaquie. Cette union politique, prônée à Versailles, accordée par le traité de Saint-Germain-en-Laye, démantelée par l'Allemagne nazie et reconstituée en 1945 est partiellement artificielle : les pays tchèques, l'ancien Royaume de Bohême (possession autrichienne), situé en Cisleithanie, formaient un pays plus développé et industrialisé avec une population largement déchristianisée, tandis que la Slovaquie, ancienne possession hongroise située en Transleithanie, était plus rurale et profondément catholique, bien que les deux langues fussent très similaires (et comprises mutuellement, phénomène conforté à partir des années 1950 par une première chaîne de télévision d'État bilingue).

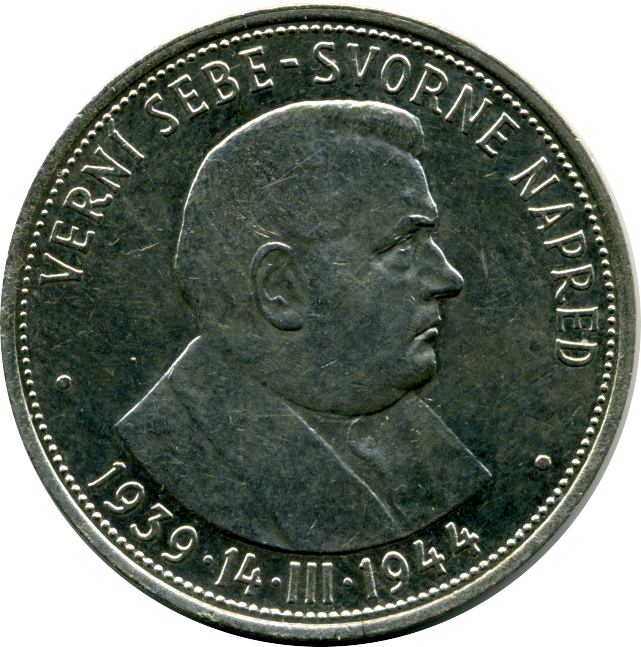
Pièce slovaque datant de la Seconde Guerre mondiale à l'effigie de Jozef Tiso.

L'autonomie slovaque et ruthène reste longtemps un rêve,, exception faite des années 1938 - 1939, quand les Slovaques profitent du chaos consécutif aux accords de Munich pour proclamer l'autonomie du pays,.
En effet, en 1939, un État indépendant (République Slovaque) dirigé par Jozef Tiso est créé à la suite de la pression de la part de Hitler qui menace de donner la Slovaquie aux Hongrois. Cet État sera largement inféodé au Troisième Reich.

### Indépendance
Le pays redevient indépendant au 1er janvier 1993, trois ans après la « Révolution de Velours » de 1989 qui mit fin au régime communiste imposé par le « coup de Prague » de février 1948, le fédéralisme prôné par le « Printemps de Prague » de 1968 ayant été interrompu brutalement en août de cette année par l'Union soviétique et ses alliés,.
Depuis l'indépendance, le pays a poursuivi une politique d'intégration du pays dans les institutions internationales; la Slovaquie fait partie de l'OTAN depuis le 29 mars 2004, et de l'Union européenne depuis le 1er mai 2004. En 2005, le pays fut élu pour la première fois au Conseil de sécurité des Nations unies. L'euro est sa monnaie depuis le 1er janvier 2009,.

## Politique
La Slovaquie est une république parlementaire ayant à sa tête un président, élu tous les cinq ans au suffrage universel, lors d'un scrutin uninominal majoritaire à deux tours).

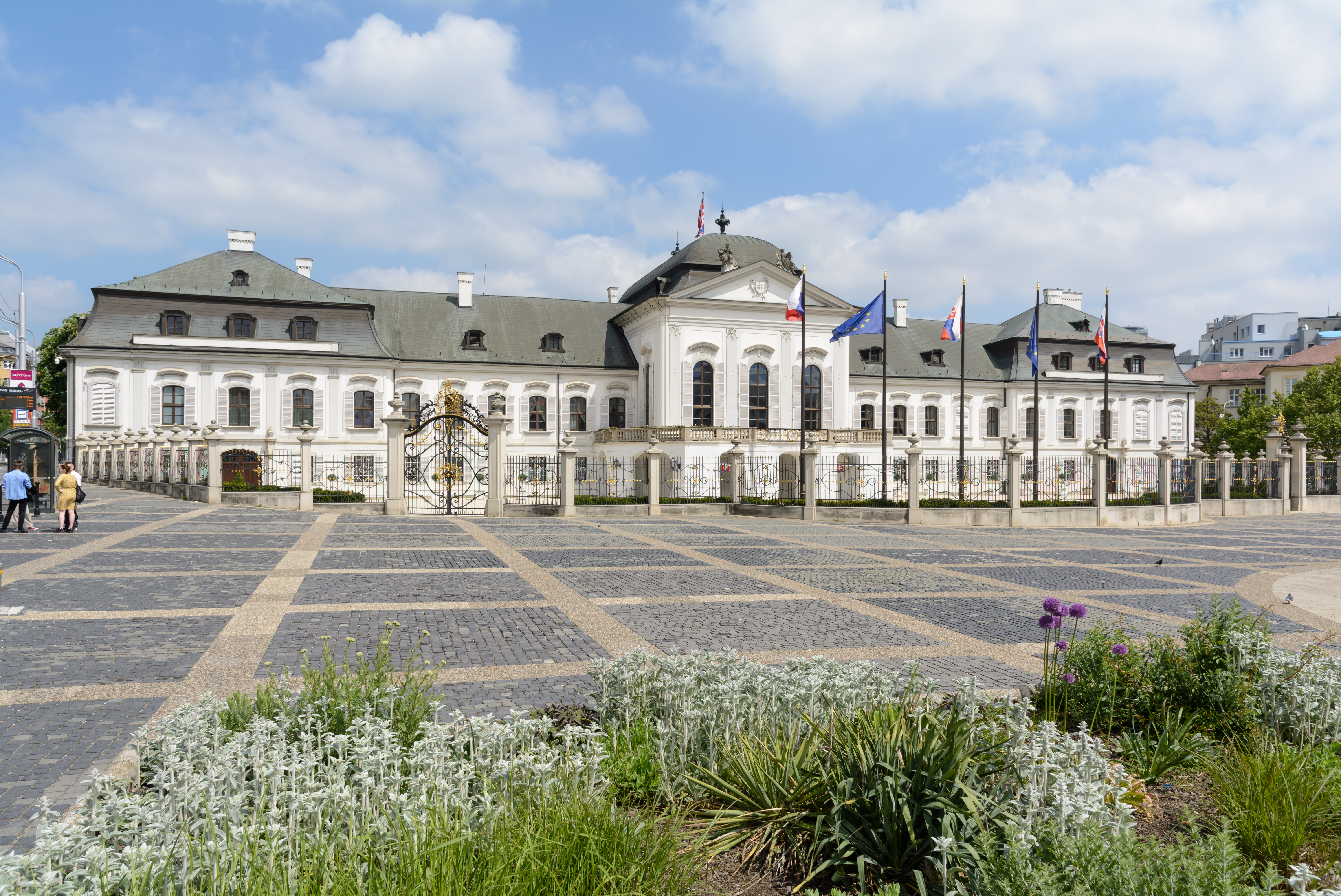
Le palais Grassalkovitch à Bratislava, résidence du président de la République slovaque.

Le pouvoir exécutif est exercé principalement par le chef du gouvernement, le Premier ministre, qui est habituellement le chef du parti ou de la coalition majoritaire au parlement, nommé par le président.
Le reste du gouvernement est nommé par le président sur recommandation du premier ministre.
Le pouvoir législatif est exercé par le Conseil national de la République slovaque (Národná rada Slovenskej republiky), parlement monocaméral comprenant 150 membres. Les délégués sont élus pour un mandat de quatre ans à la proportionnelle, lors d'une élection en un tour, avec représentation de chaque parti ou coalition obtenant 5 % des voix (7 % pour une coalition de 2 ou 3 partis, 10 % pour une coalition de 4 partis ou plus).
La plus haute juridiction est la Cour suprême (Najvyšší sud), qui siège à Bratislava,. La Cour constitutionnelle (Ústavný súd) décide des questions constitutionnelles. Ses 13 membres sont nommés par le Président pour 12 ans, à partir d'une liste de candidats sélectionnés par le Parlement.

### Politique extérieure

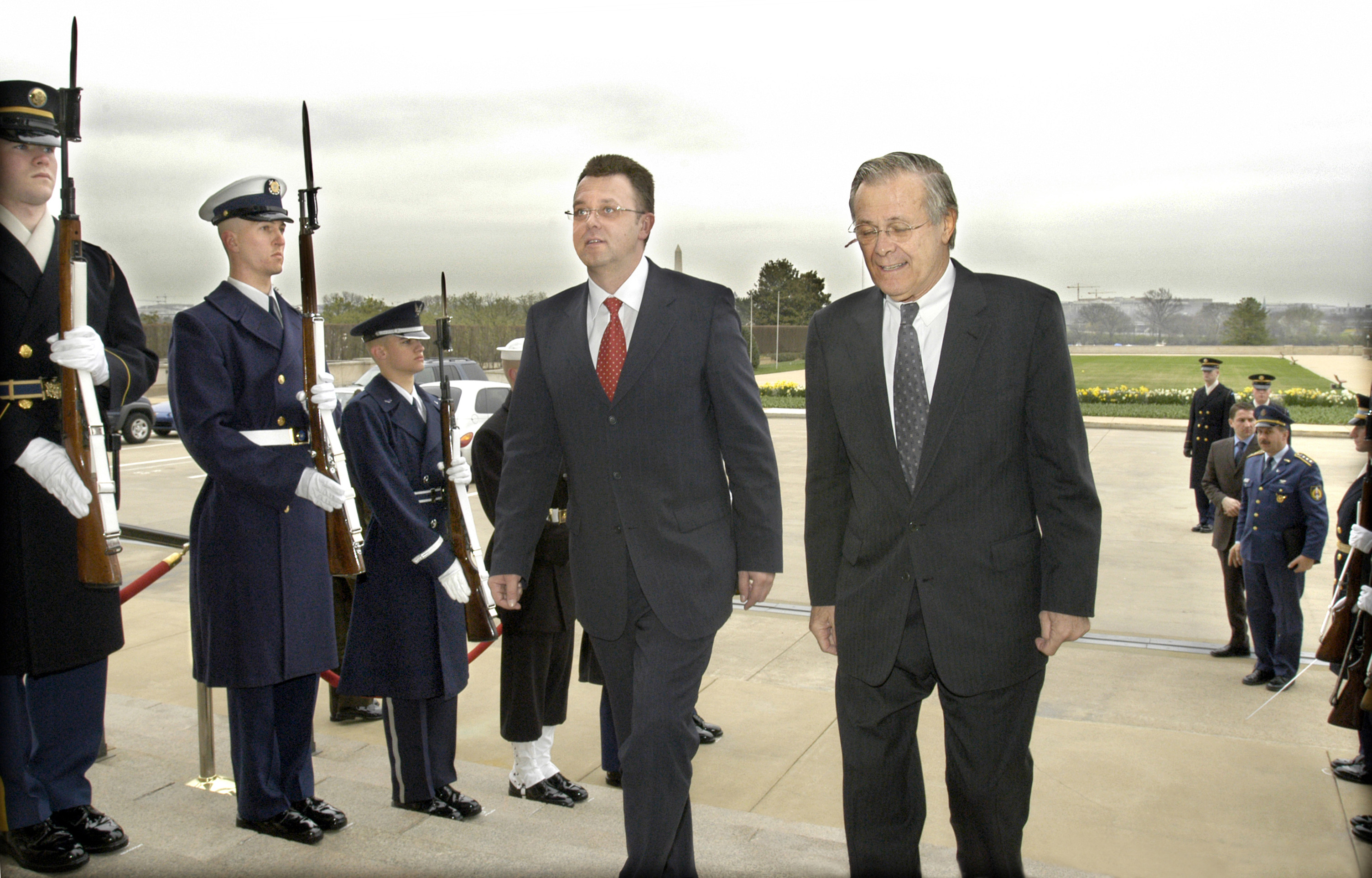
Le ministre de la Défense slovaque Juraj Liška rencontre Donald Rumsfeld au Pentagone le 24 mars 2004 pour parler de l'OTAN.

La Slovaquie et la Tchéquie s'étant séparées pacifiquement, et étant tous les deux les États successeurs de la Tchécoslovaquie, le pays a été reconnu sur la scène internationale dès son indépendance. Il a été admis aux Nations unies 19 jours après son indépendance. En 2005, le pays fut élu pour la première fois au Conseil de sécurité des Nations unies.

#### Organisations internationales
La Slovaquie fait partie de nombreuses organisations internationales, telles que :
- Nations unies[22], depuis le 19 janvier 1993[112]
- OTAN[22], depuis le 29 mars 2004[113]
- OCDE, depuis le 14 décembre 2000[114]
- Union européenne[22], depuis le 1er janvier 2004
- OSCE[22], depuis le 1er janvier 1993[115]
- Conseil de l'Europe, depuis le 30 juin 1993[116]

#### Relations avec les pays voisins

##### Avec la Tchéquie

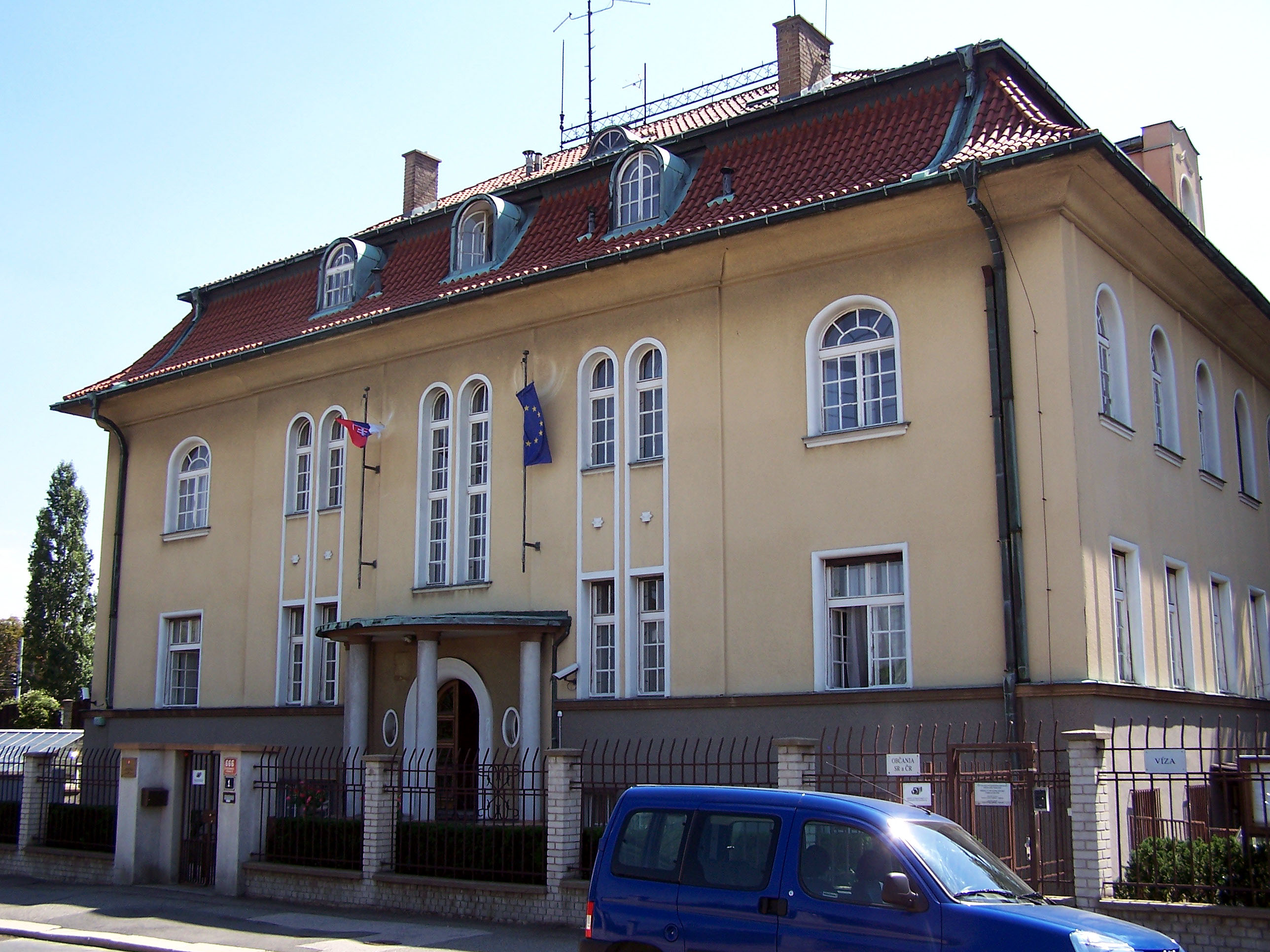
Ambassade slovaque à Prague.

Les relations entre la Slovaquie et la Tchéquie ont été établies le 1er janvier 1993, le jour où la Tchécoslovaquie, que les deux pays ont constituée entre 1918 et 1993, a été dissoute. Avant cela, ils faisaient tous deux partie de l'Autriche-Hongrie, la Tchéquie étant autrichienne depuis 1526 tandis que la Slovaquie faisait partie de la Hongrie reconquise à la fin du XVIIe siècle. Les deux pays ont 197 km de frontière commune ; il y a environ 200 000 Slovaques habitant en Tchéquie, et environ 45 000 Tchèques en Slovaquie.
Ces relations sont généralement considérées comme « cordiales », voire « très bonnes » dans les médias. La Slovaquie a une ambassade à Prague et un consulat général à Brno, la Tchéquie une ambassade et un centre culturel à Bratislava, et Košice. Il est habituel que la première visite officielle à l'étranger d'un nouveau chef d'État d'une de ces deux nations soit chez l'autre pays qui a précédemment constitué le pays commun.
Les deux pays font partie de l'OTAN, de l'UE et du V4.

##### Avec la Hongrie

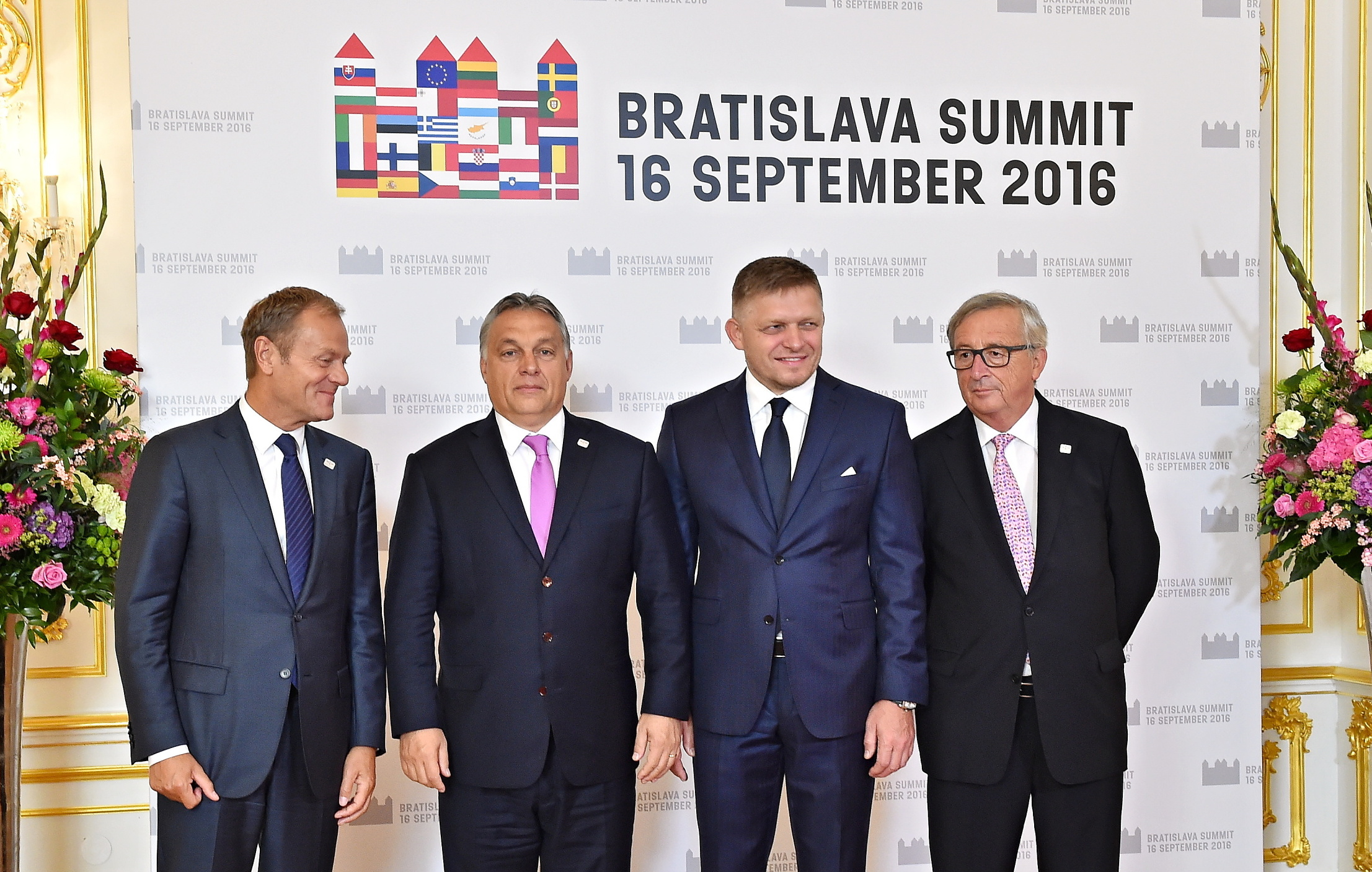
Le Premier ministre Robert Fico avec Viktor Orbán et les dirigeants européens à Bratislava.

Les relations entre la Hongrie et la Slovaquie ont été établies le 1er janvier 1993. Les deux pays ont 676 km de frontière commune, ; il y a environ 514 000 Hongrois habitant en Slovaquie, ce qui constitue environ 10 % de la population, principalement dans le sud du pays et environ 25 000 Slovaques en Hongrie (soit environ 0,12 % de la population).
La Hongrie a une ambassade à Bratislava et la Slovaquie a une ambassade à Budapest, un consulat général à Békéscsaba, et un centre culturel à Budapest.
Les deux pays font partie de l'OTAN, de l'UE et du V4.
Bien que les deux pays soient alliés, des difficultés subsistent, tenant à l'histoire et à la question de la minorité magyarophone en Slovaquie, un accord bilatéral a été signé en décembre 2003 entre les deux pays.
Les relations ont été tendues par la présence du parti extrémiste et nationaliste SNS de Ján Slota au gouvernement.

##### Avec la Pologne

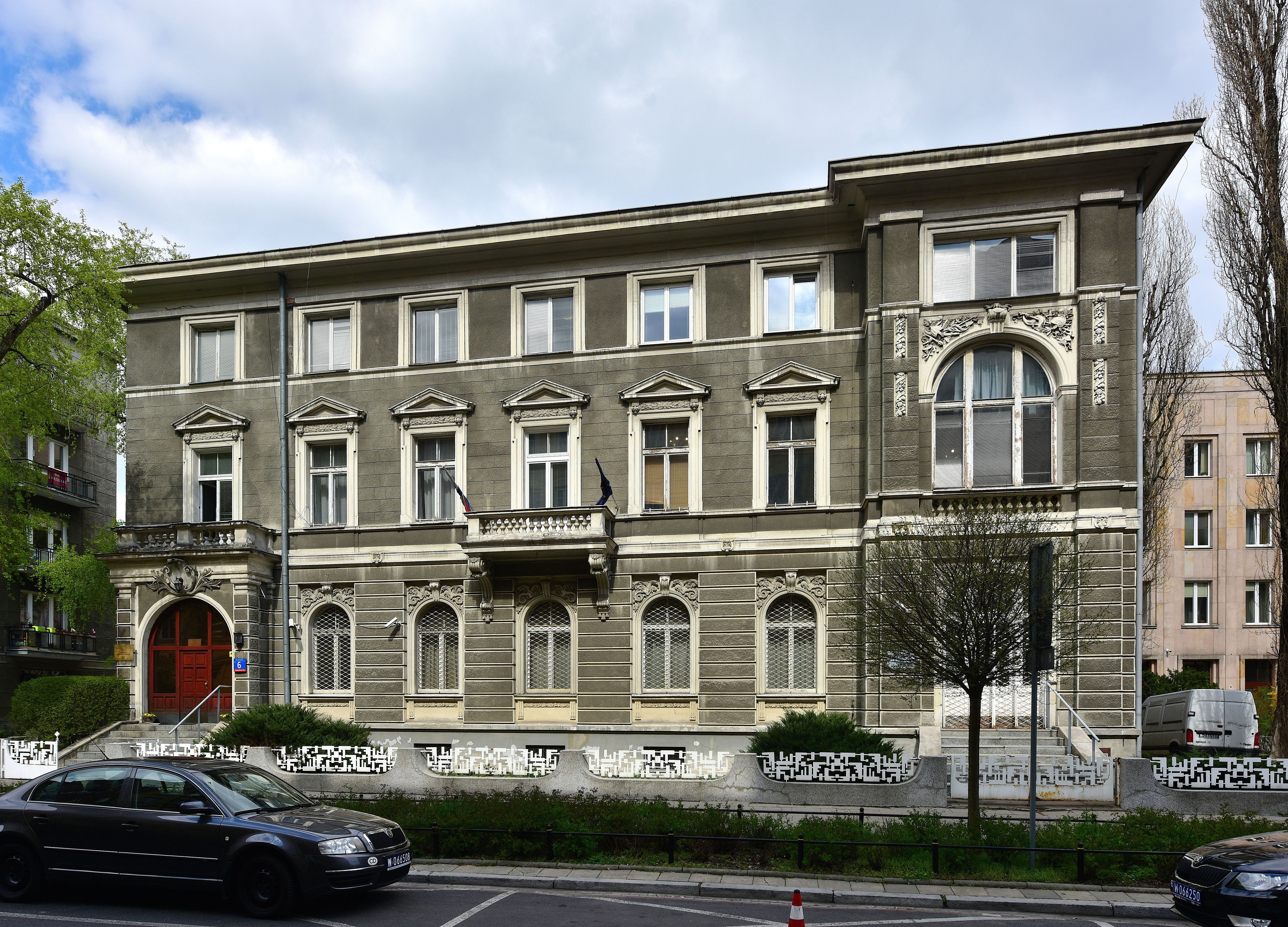
Ambassade slovaque à Varsovie.

Les relations entre la Pologne et la Slovaquie ont été établies en 1993. Les deux pays ont 529 km de frontière commune ; il y avait environ 2 000 Slovaques habitant en Pologne selon le recensement polonais de 2002, (principalement dans les régions frontalières d'Orava et de Spiš, ainsi qu'à Cracovie et en Silésie), et 2 602 Polonais en Slovaquie selon le recensement slovaque de 2001 bien que des estimations de 1998 donnent des nombres plus élevés (jusqu'à 25 000), et environ 10 000 Polonais en Slovaquie.
La Slovaquie a une ambassade et un centre culturel à Varsovie et un consulat général à Cracovie, la Pologne une ambassade et un centre culturel à Bratislava.
Les deux pays font partie de l'OTAN, de l'UE et du V4.

##### Avec l'Autriche

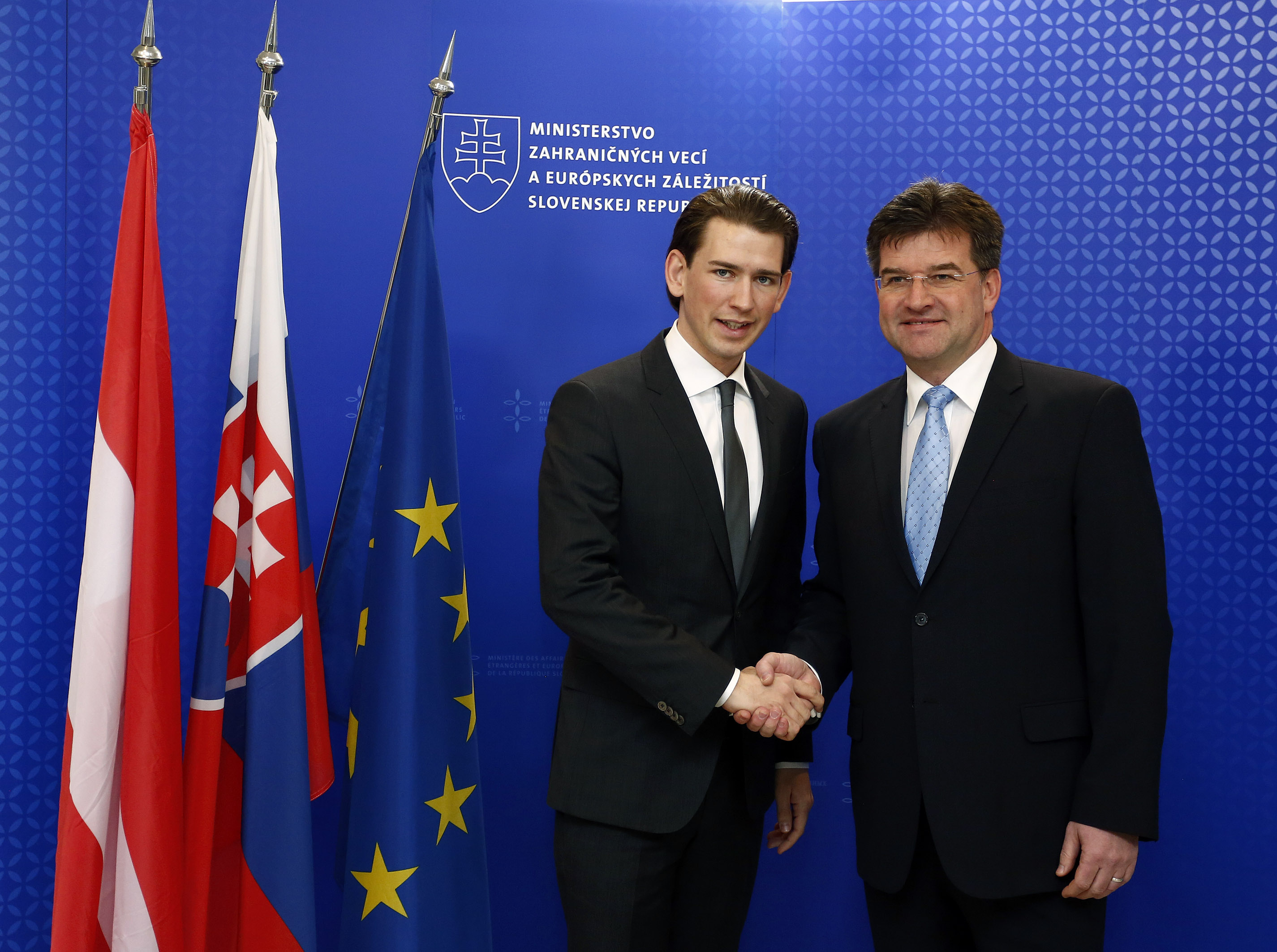
Le ministre slovaque des Affaires étrangères Miroslav Lajčák avec son homologue autrichien Sebastian Kurz, 2014.

Les relations entre l'Autriche et la Slovaquie ont été établies le 1er janvier 1993. Les deux pays ont 91 km de frontière commune (et les deux capitales sont à moins de 60 km l'une de l'autre). Officiellement 4 741 personnes se sont déclarées slovaques dont 1 775 citoyens autrichiens au recensement de 2001, mais des estimations non officielles citent un chiffre d'environ 25 000 Slovaques habitant en Autriche. Le gouvernement autrichien reconnaît les Slovaques comme minorité nationale.
La Slovaquie a une ambassade à Vienne et trois consulats honoraires à Innsbruck, Linz et Salzbourg, l'Autriche une ambassade à Bratislava.
Les deux pays font partie de l'Union européenne.

##### Avec l'Ukraine

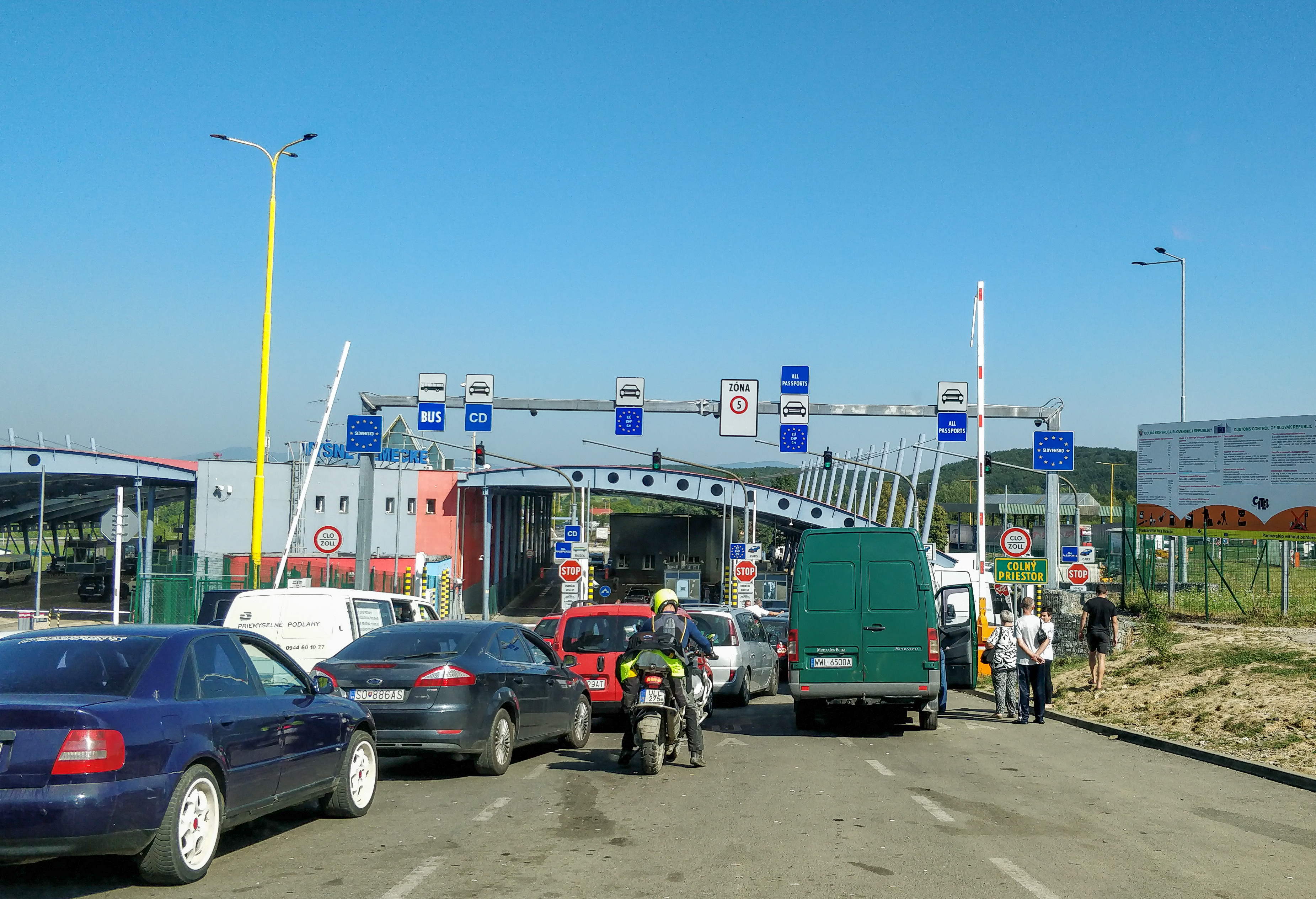
Frontière entre la Slovaquie et l'Ukraine avant l'entrée de la Slovaquie dans l'Union européenne.

Les relations entre la Slovaquie et l'Ukraine ont été établies le 1er janvier 1993, le jour où la Tchécoslovaquie a été dissoute. Les deux pays ont 98 km de frontière commune, qui est également la frontière orientale de l'Union européenne et l'espace Schengen ; il y a environ 5 600 Slovaques habitant en Ukraine dans l'oblast de Transcarpatie (qui jusqu'en 1938 était une région tchécoslovaque) et environ 55 000 Ruthènes et Ukrainiens en Slovaquie.
La Slovaquie a une ambassade à Kiev, un consulat général à Oujhorod, et deux consulats honoraires à Donetsk et Oujhorod, l'Ukraine a une ambassade à Bratislava et un consulat à Prešov. La Slovaquie est favorable à l'entrée de l'Ukraine dans l'UE.

#### Relations avec l’Union européenne

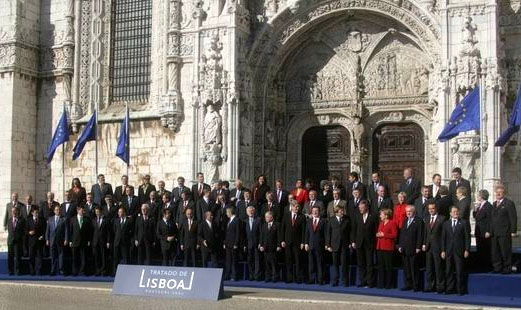
La Slovaquie a signé le Traité de Lisbonne en 2007.

L’Union européenne reste la priorité de la diplomatie slovaque.
La Slovaquie a rejoint le premier groupe des pays adhérents et clôturé les négociations lors du Conseil européen de Copenhague, les 13 et 14 décembre 2002. Elle a signé le traité d’adhésion le 16 avril 2003 à Athènes et l'a ratifié massivement (plus de 92 % de oui) lors du référendum des 16 et 17 mai 2003. Son adhésion est devenue effective le 1er mai 2004.
La Slovaquie dispose de 13 eurodéputés, et a ratifié le traité de Lisbonne le 10 avril 2008 (par 103 voix contre 5).
La Slovaquie soutient en particulier la poursuite de la politique européenne de voisinage et souhaite prendre une part active dans la PESC et la PESD. Elle est attentive aux aspects concrets des politiques de l’Union européenne : budget européen, liberté de circulation des personnes, économie de la connaissance, culture et éducation, énergie, etc..
Chronologie
- Le 27 juin 1995, la Slovaquie présente sa demande d'adhésion[154].
- Le 10 décembre 1999, la Slovaquie ouvre les négociations d'adhésion (elles s'achèvent lors du Conseil européen de Copenhague du 13 décembre 2002)[155].
- Le 14 avril 2003 le Conseil européen approuve l'adhésion[156].
- Le 16 avril 2003, la Slovaquie signe le traité d'adhésion (en vigueur au 1er mai 2004)[157].
- Le 17 mai 2003 92,4 % des Slovaques approuvent l'adhésion par référendum[158].
- Le 1er mai 2004 la Slovaquie entre dans l'Union européenne[159].
- Le 21 décembre 2007 la Slovaquie intègre l'espace Schengen[160].
- Le 8 juillet 2008, la Slovaquie obtient l'accord définitif de l'Union européenne pour intégrer la zone euro au 1er janvier 2009[161].
- Le 1er janvier 2009 la Slovaquie intègre la zone euro[14].

## Démographie
| Année:               | 1994.     | 2004.     | 2014.     | 2024.     |
| -------------------- | --------- | --------- | --------- | --------- |
| Nombre de personnes: | 5 356 207 | 5 384 822 | 5 421 349 | 5 419 451 |
| Différence:          |           | +0,53 %   | +0,67 %   | -0,03 %   |

| Année:               | 2023.     | 2024.     |
| -------------------- | --------- | --------- |
| Nombre de personnes: | 5 424 687 | 5 419 451 |
| Différence:          |           | -0,09 %   |

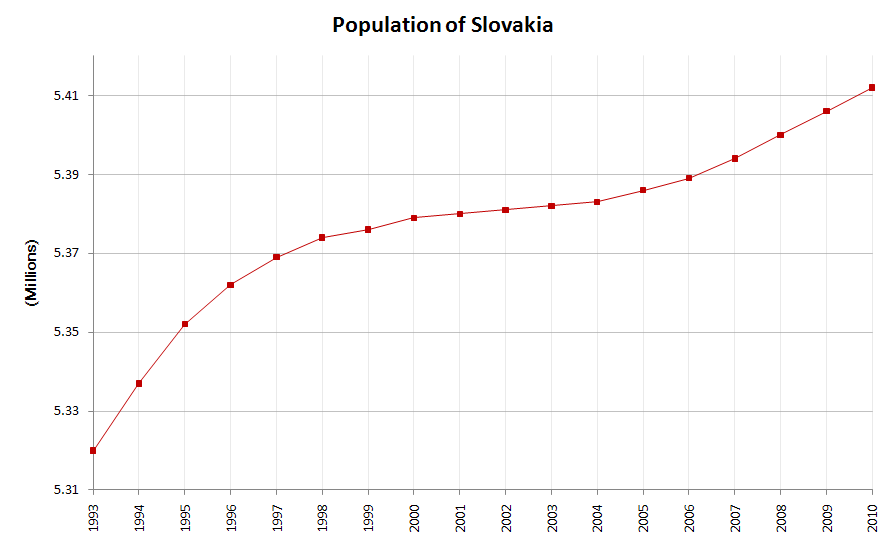
Évolution de la démographie entre 1993 et 2003 (chiffre de la FAO, 2005). Population en millions d'habitants.

En juillet 2009, la population slovaque était estimée à 5 463 046 habitants, faisant de la Slovaquie le 111e pays le plus peuplé au monde.
Selon le recensement de 2011[réf. nécessaire], la majorité des habitants de Slovaquie sont des Slovaques (80,7 %). Cependant, le pays compte une forte minorité magyarophone (de langue hongroise) dans le sud et l'est (8,5 % de la population nationale). Les autres ethnies sont les Roms (2 %) (Tsiganes), les Tchèques, les Ruthènes, les Ukrainiens, les Allemands et les Polonais.
Selon ce même recensement, 62 % de la population est catholique, 8,8 % protestante, 4,1 % gréco-catholique, et 13 % athée.
En 2009, 15 % de la population a moins de 15 ans, et 12,5 % plus de 65 ans. Le taux de natalité est de 10,6 naissances pour 1 000 habitants, plaçant le pays au 183e rang mondial (ou 1,35 enfant par femme - 203e au monde), le taux de mortalité de 9,53 pour 1 000 habitants (72e rang mondial) et le taux de croissance de la population est de 0,137 % (187e rang mondial). Le taux de mortalité infantile est de 6,84 pour 1 000 naissances (171e rang mondial), et l'espérance de vie moyenne à la naissance est de 75,4 ans (78e rang mondial).
Le taux d'alphabétisation est de 99,6 % ; le pays dépense 3,9 % de son PIB pour l'éducation (111e rang mondial). En 2008, 56 % de la population vivait en ville, et le taux d'urbanisation sur la période 2005-2010 était estimée à un taux annuel de 0,2 %.
La présence de Vietnamiens s'explique du fait du passé communiste de l'ex-Tchécoslovaquie, qui était à l'époque solidaire du Vietnam du nord dans sa guerre contre les Américains et le « monde impérialiste ». À une certaine période, (entre 1975 et 1989), il y eut jusqu'à 20 000 Vietnamiens présents sur l'actuel territoire slovaque qui travaillaient surtout dans l'industrie. Entre 1989 et 1999, à la chute du communisme, et à l'indépendance de la Slovaquie, plus de 15 000 Vietnamiens sont repartis au Vietnam ou en Allemagne, et plus de 1 000 ont obtenu la nationalité slovaque. Environ 1 500 (en 2015), sont des travailleurs vietnamiens en situation régulière en Slovaquie.
L'espérance de vie des Roms est inférieure de onze ans à la moyenne des Slovaques pour les hommes et de quatorze années pour les femmes (en 2017).

## Économie

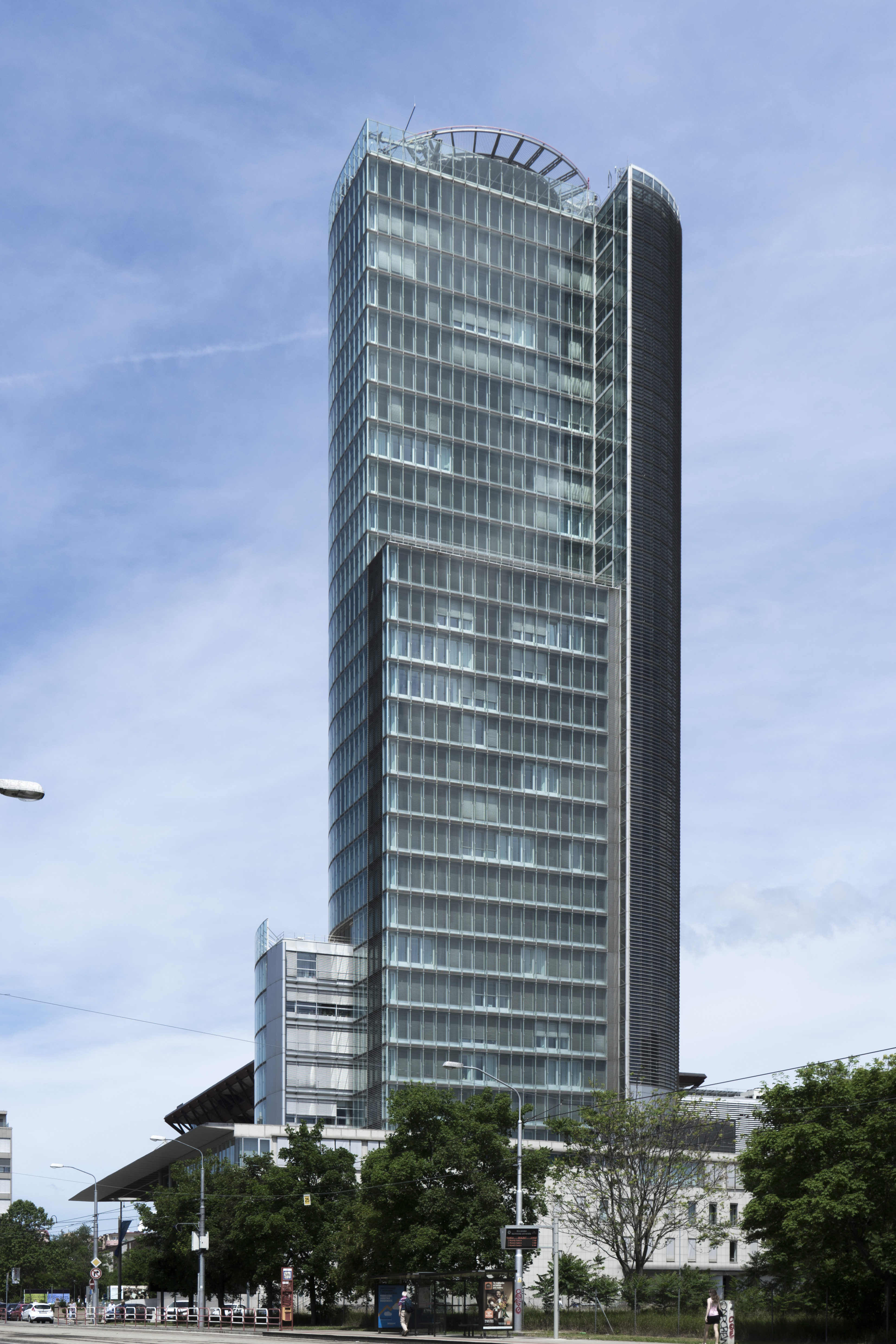
Le bâtiment de la Banque nationale de Slovaquie à Bratislava.

Alors qu’entre 1970 et 1985 les revenus réels avaient augmenté d’environ 50 %, ils ont chuté dans les années 1990. Le produit intérieur brut n’a retrouvé le niveau de 1989 qu’en 2007.
L’économie de la Slovaquie est en forte croissance depuis 2000, en particulier grâce aux bénéfices de son intégration à l’Union européenne et des réformes libérales menées par le gouvernement de Mikuláš Dzurinda. Depuis 1999, le taux de croissance annuel n'a ainsi cessé d'augmenter, passant de +0,3 % à +8,8 % en 2007. Le terme « tigre des Tatras » est parfois employé, basé sur le terme Tigre celtique.
L'ancienne ministre (de 1998 à 2002) Brigita Schmögnerová explique que : « Il y a toujours un consensus des dirigeants sur le dumping social. Depuis l’élargissement de l’Union européenne, les sociétés étrangères recherchent la main-d’œuvre la moins chère, mais, au lieu d’unir leurs forces, les gouvernements de la région rivalisent pour proposer le niveau de taxes le plus faible possible. » Lors de son entrée dans l’Union européenne, en 2004, la Slovaquie est ainsi devenue le premier pays de l’OCDE à mettre en place une imposition au taux unique intégral : 19 %, tant sur les bénéfices des sociétés que sur les revenus ou les biens de consommation. L’absence de progressivité de l’impôt conduit à une forte augmentation des inégalités. Les dépenses en matière de santé, d’éducation ou de logement sont inférieurs à la moyenne européenne.
À la faveur d'une main-d'œuvre assez qualifiée, des salaires faibles et un droit du travail flexible, le pays attire de nombreuses entreprises industrielles. Après Volkswagen à Bratislava, c'est PSA Peugeot Citroën qui a annoncé un investissement à Trnava, puis Hyundai à Žilina et aussi Jaguar Land Rover à Nitra. Le secteur de l'industrie automobile représente désormais un tiers du PIB et constituait le premier poste à l'exportation en 2006. En 2007, 550 000 voitures devraient être assemblées dans le pays et 900 000 en 2010.
Hormis la métallurgie (vers la capitale et Košice), les principales activités du pays sont le bois et ses dérivés (région de Banská Bystrica et autour de Ružomberok), les biens d'équipement et, à un degré moindre, l'électronique et l'habillement. Le pays exploite aussi du charbon.
Le PIB se montait en 2008 à 95,4 milliards de dollars, soit 22 000 $ par habitant,. Depuis le 1er janvier 2013, l’impôt sur les sociétés est de 23 %. Quant aux personnes physiques dont le revenu mensuel est supérieur à 2 750 €, elles seront imposées à 25 %. Pour l'année 2009, le taux de chômage s'établit à 11,9 % de la population active.
La balance commerciale slovaque est légèrement négative. En 2008 ses importations étaient de 73 620 000 000 $ contre des exportations de 72 570 000 000 $. Les partenaires commerciaux de la Slovaquie étaient principalement des pays de l'Union européenne, la Russie, la Corée du Sud et la Chine. Un quart des exportations en 2004 étaient des véhicules.
Les chaines de grande distribution sont arrivées au milieu des années 1990.
Environ 10 % de la population active slovaque est expatriée en 2014. Le pays présente un niveau de chômage parmi les plus élevés d'Europe, avec 7,1 % de la population active sans emploi depuis plus d’un an.
En 2024, la Slovaquie est classée en 46e position pour l'indice mondial de l'innovation.

### Secteur primaire
En 2008, l'agriculture composait 3,7 % de l'économie slovaque. L'agriculture slovaque produit principalement des céréales, de la pomme de terre, de la betterave sucrière, du houblon, des fruits ; l'élevage principalement des porcs, des bœufs, de la volaille ; le pays est également engagé dans la sylviculture.
Le pays est traditionnellement producteur de certaines cultures comme le paprika, dont le Paprika Žitava.

### Industrie
En 2008, les principaux secteurs industriels étaient la métallurgie, l'agroalimentaire, l'énergie (électricité, gaz, coke, combustible nucléaire), la chimie et les fibres chimiques, les machines, la papeterie, la poterie et la céramique, les véhicules, les textiles, les équipements électriques et optiques et le caoutchouc.

### Monnaie
La devise officielle de la Slovaquie est l'euro depuis le 1er janvier 2009. L'ancienne devise était la couronne slovaque (Slovenská Koruna) qui fut en circulation du 8 février 1993 au 17 janvier 2009,.
Le cours de change définitivement adopté est de 30,1260 couronnes slovaques pour un euro. Les faces des pièces slovaques en euro ont été adoptées par la Banque centrale slovaque en décembre 2005, le public put voter pendant une semaine parmi 10 motifs possibles,.

## Sports

### Hockey sur glace

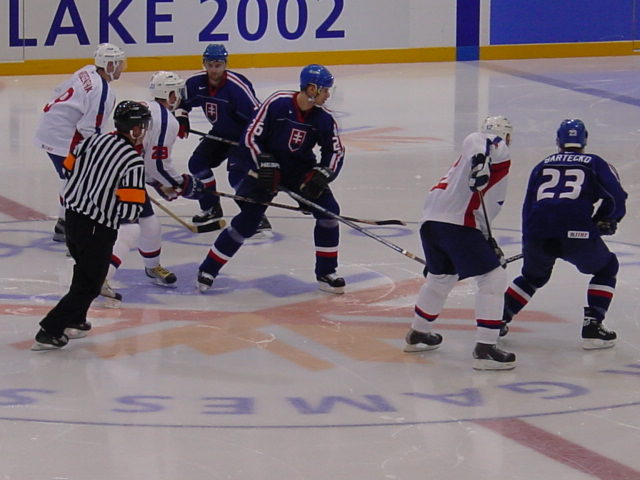
La Slovaquie opposée à la France lors des JO d'hiver de 2002.

Le sport le plus populaire et le plus pratiqué en Slovaquie est le hockey sur glace. La Slovaquie fait partie des meilleures nations au monde, étant classée actuellement[C'est-à-dire ?] 9e au classement IIHF 2020. L'équipe nationale a particulièrement brillé au début des années 2000, grimpant trois fois sur le podium entre 2000 et 2003 avec le titre mondial de 2002 en point d'orgue. La sélection a depuis baissé de niveau mais s'est toujours maintenue dans l'élite mondiale. Par ailleurs de nombreux joueurs slovaques évoluent dans la LNH, la meilleure ligue du monde. En 2011 et 2019, Bratislava et Košice ont été les villes hôtes du Championnat du monde de hockey sur glace.
Au niveau national, le Championnat de Slovaquie de hockey sur glace s'appelle la Slovnaft Extraliga. Le championnat est disputé par treize équipes et les huit premières disputent des séries éliminatoires. Le HC Slovan Bratislava est le club le plus titré (7 titres), puis le HC Košice (4), le Dukla Trenčín (3). Le HKm Zvolen et le MsHK Žilina ont tous les deux gagnés un titre chacun. Quatre équipes slovaques ont gagné la Coupe continentale de hockey sur glace : le HC Košice, le HC Slovan Bratislava, le HKm Zvolen et le HK Martin.
Environ 10 000 joueurs sont licenciés auprès de la Fédération de Slovaquie de hockey sur glace (Slovenský zväz ľadového hokeja ou SZĽH).

### Football

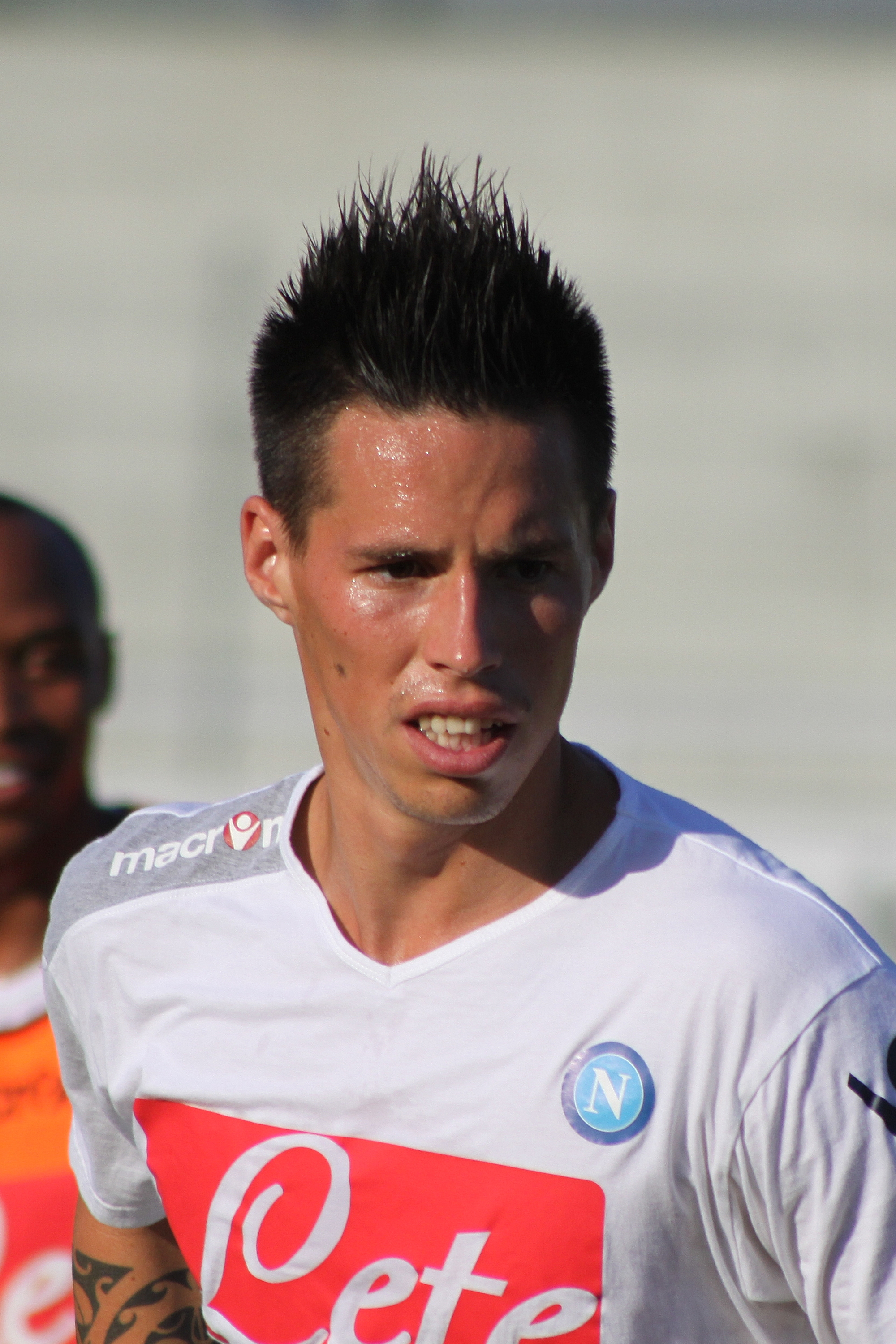
Marek Hamšík sous les couleurs du SSC Napoli.

L'équipe nationale avait failli se qualifier notamment pour la Coupe du monde de football 2006, seulement éliminée en matchs de barrages face à l'Espagne. La Slovaquie s'est qualifiée pour la première fois de son histoire pour la Coupe du monde de football 2010, le 14 octobre 2009, en étant première de son groupe. Elle finit ainsi devant la Slovénie. Lors de la phase finale en Afrique du Sud, elle crée la surprise en éliminant l'Italie, tenante du titre, remportant la rencontre directe décisive sur le score de 3 à 2. Elle possède actuellement[C'est-à-dire ?] dans ses rangs des joueurs tels que Martin Škrtel (Liverpool Football Club) un des meilleurs défenseurs du championnat anglais, Róbert Vittek (Slovan Bratislava), Miroslav Stoch (PAOK Salonique), Marek Mintál (1. FC Nuremberg) qui fut meilleur buteur de la Bundesliga en 2005 et surtout Marek Hamšík (SSC Naples).
Au niveau national, le premier niveau du championnat est la Corgoň Liga qui a 12 équipes. Les équipes les plus titrées sont le Slovan Bratislava (7 titres) et le MŠK Žilina (4). Le 1. FC Košice, l'AŠK Inter Bratislava, et l'Artmedia Bratislava, ont gagné 2 titres et le MFK Ružomberok 1.

### Tennis

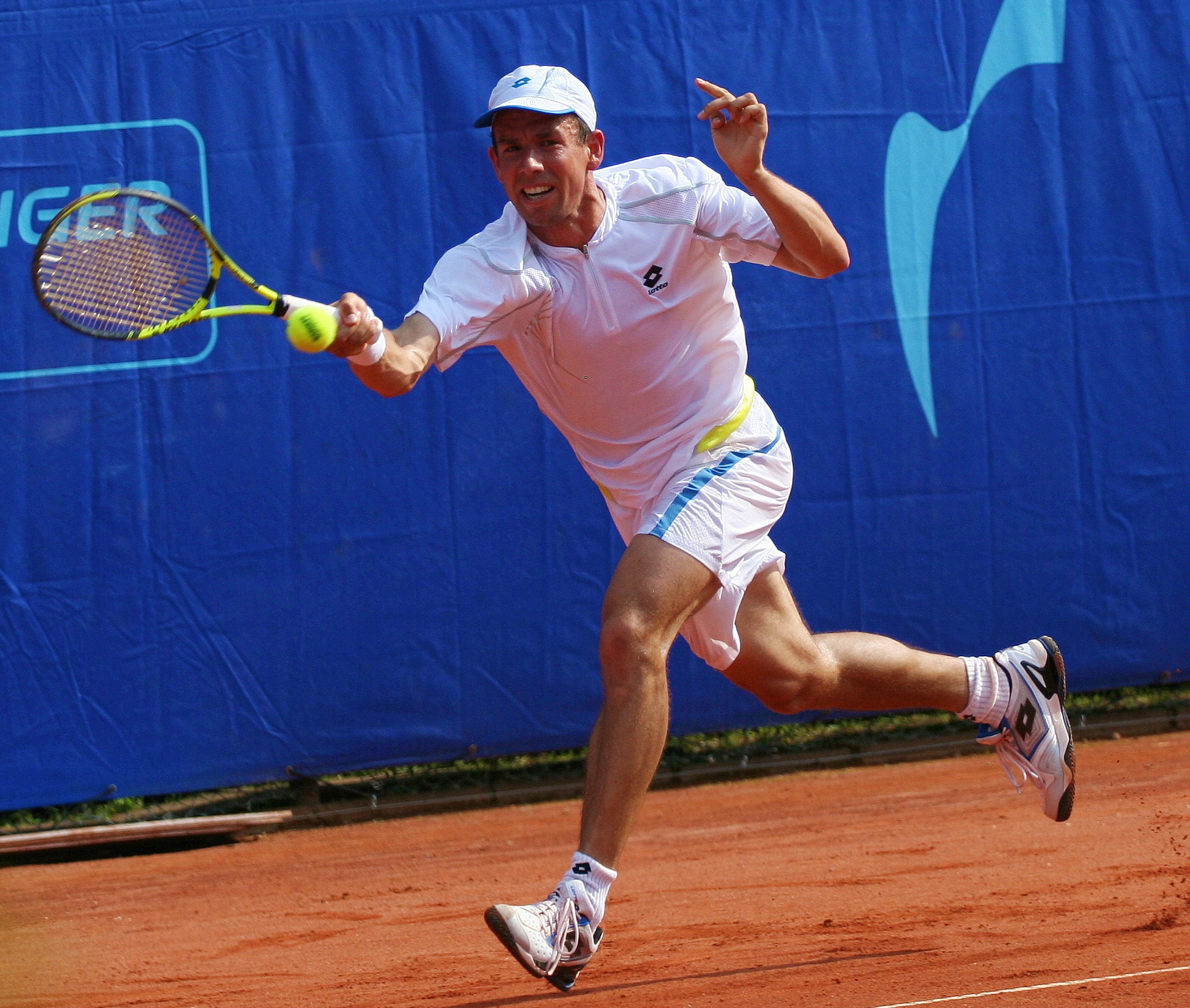
Dominik Hrbatý.

En tennis, la Slovaquie est présente sur la scène internationale aussi bien chez les hommes que chez les femmes. Chez les hommes, la meilleure performance de l'équipe nationale est la finale de la Coupe Davis, où elle s'inclina face à la Croatie.
On retrouve deux joueurs au sein du Top 100 Classement ATP en 2013, Martin Kližan et Lukáš Lacko. Parmi les autres joueurs reconnus, se trouvent notamment Dominik Hrbatý (no 12 mondial en 2004 et demi-finaliste à Roland-Garros en 1999), et Karol Beck (ex 36e mondial).
Les femmes possèdent une bonne équipe de Fed Cup emmenée par Daniela Hantuchová (régulièrement classée parmi les 10 meilleures joueuses mondiales) et Dominika Cibulková.

### Canoë-kayak

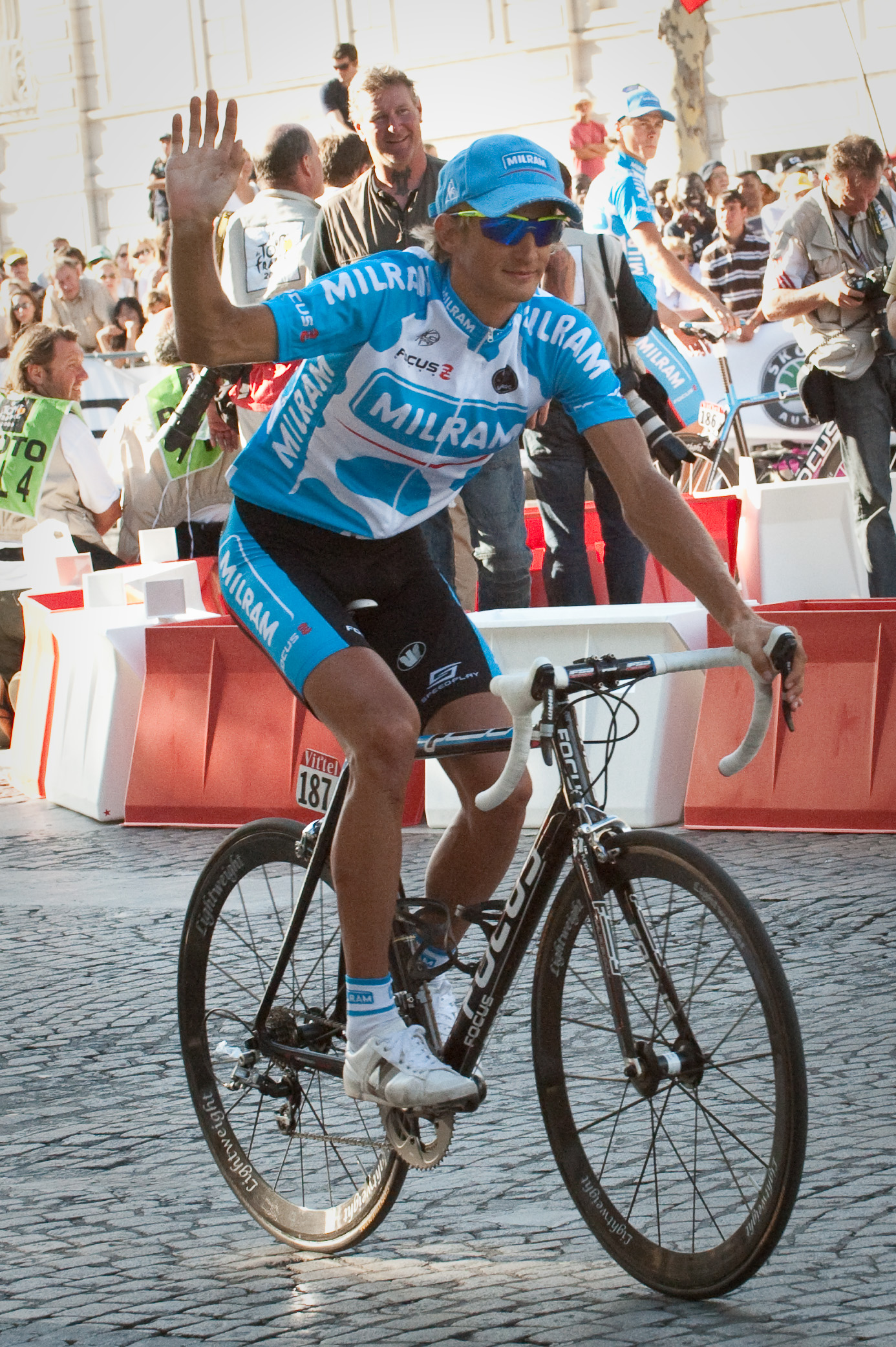
Peter Velits.

La Slovaquie fait partie des meilleures nations en canoë-kayak. Elle possède dans ses rangs, Michal Martikán le meilleur céiste de ces 15 dernières années avec Tony Estanguet. Il a à son palmarès plusieurs Coupe du monde et surtout 2 titres olympiques (en 1996 à Atlanta et 2008 à Pékin) et a été 2 fois vice-champion olympique (en 2000 à Sydney et 2004 à Athènes) et 1 fois médaillé de bronze (en 2012 à Londres). En canoë biplace, les frères Pavol et Peter Hochschorner ont un palmarès tout aussi impressionnant puisqu'ils ont été trois fois consécutivement champions olympiques en 2000, 2004 et 2008.

### Autres sports
- Aux Jeux olympiques d'été, la Slovaquie a remporté des médailles d'or (7) en canoë-kayak, mais également en natation, au tir, au judo, en lutte. Aux Jeux olympiques d'hiver, la Slovaquie a gagné des médailles en biathlon et en snowboard[216].
- En cyclisme, la Slovaquie est bien représentée au niveau international (classée 13e à l'UCI World Tour 2017[217]) et possède de bons coureurs. Peter Velits, qui fut champion du monde sur route espoirs en 2007 et triple champion du monde du contre-la-montre par équipes ; mais aussi et surtout Peter Sagan, considéré comme l'un des meilleurs sprinteurs du monde. Il est le premier coureur à remporter trois titres de champion du monde sur route consécutifs en 2015, 2016 et 2017. Sur les grandes classiques, il est lauréat du Tour des Flandres 2016 et de Paris-Roubaix en 2018. Coureur polyvalent et régulier tout au long de l'année, il remporte le classement World Tour en 2016, mais son palmarès comprend également un record de seize étapes sur le Tour de Californie (course qu'il a remporté en 2015) et quinze autres au Tour de Suisse (record). Il a par ailleurs remporté seize étapes sur les grands tours, quatre sur le Tour d'Espagne et douze sur le Tour de France, s'adjugeant également le classement par points de ce dernier à sept reprises (record).

## Culture

### Littérature

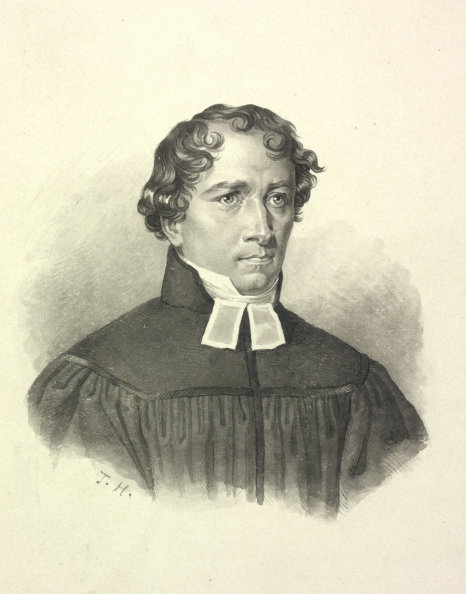
Ján Kollár.

La littérature slovaque du Moyen Âge est en grande partie d'inspiration biblique et les thèmes, le style ont été souvent recopiés d'une œuvre à l'autre. Les ouvrages étaient généralement anonymes.
Si la littérature slovaque était active depuis la Renaissance, elle n'a pris son essor qu'à partir de 1843 lorsque le dialecte du centre de la Slovaquie fut codifié pour en faire une langue au niveau national.
Au XVIIIe siècle apparaît un nationalisme savant (avec des auteurs comme Juraj Papánek ou Juraj Sklenár), et avec les changements sociaux sous les règnes de Marie-Thérèse et Joseph II (fin du système féodal, alphabétisation, rapprochement des notions de Nation et de communauté linguistique), les premières codifications du slovaque et textes littéraires en slovaque apparaissent.
La seconde codification du slovaque par Ľudovít Štúr devint le slovaque que l'on connaît aujourd'hui, grâce entre autres à l'œuvre des poètes Janko Kráľ, Andrej Sládkovič et Ján Botto. La propagation du slovaque et de sa littérature souffrirent sous la période de magyarisation entre 1867 et 1919 (bien que l'on peut noter des auteurs tels que Pavol Dobšinský et Pavol Országh Hviezdoslav).
Après la création de la Tchécoslovaquie, la prose devient plus prédominante, en particulier réaliste (Ladislav Nádaši-Jégé, Milo Urban, Jozef Cíger-Hronský). Lors des années 1930, des courants plus lyriques et naturalistes apparaissent (Dobroslav Chrobák, Margita Figuli, František Švantner).
Après la Seconde Guerre mondiale, les thèmes de la Partisanerie et du Soulèvement national slovaque dominent, mais les premiers thèmes anti-stalinistes apparaissent dès 1954, sous la plume d'Alfonz Bednár (mais aussi de František Hečko, Rudolf Jašík, Dominik Tatarka, ou Ladislav Mňačko). Dans les années 1970, la littérature slovaque devient moins politique (Vincent Šikula, Ladislav Ballek, Ján Johanides, Pavel Vilikovský, Rudolf Sloboda, Dušan Mitana).
Depuis l'indépendance de la Slovaquie, la Slovaquie a une littérature très vibrante, on peut noter par exemple Martin M. Šimečka ou Peter Pišťanek.

### Arts plastiques

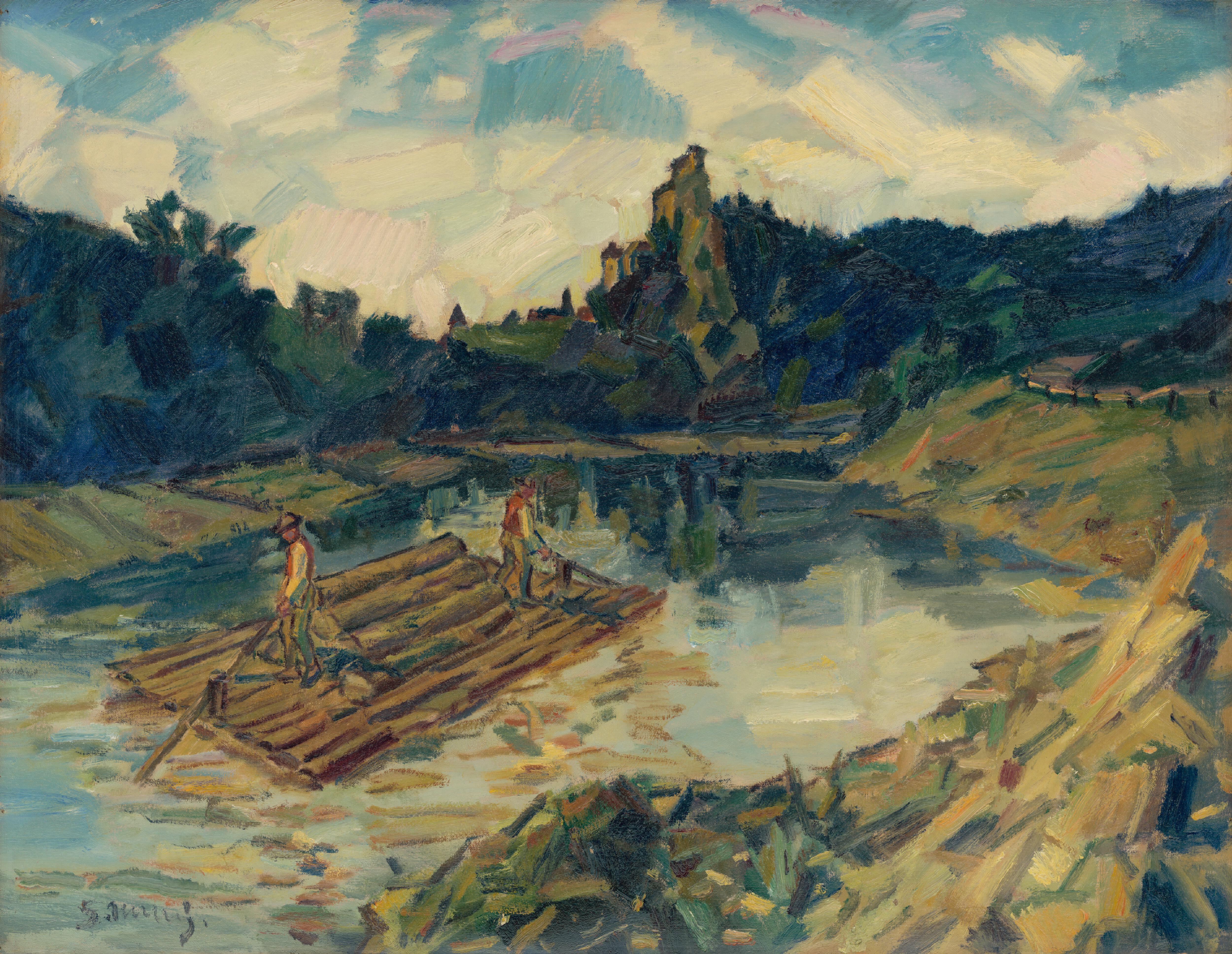
Gustáv Mallý, Chevrons sur la rivière Orava, 1935, Galerie Nationale Slovaque.

La tradition artistique slovaque remonte jusqu'au Moyen Âge. De l'époque, de nombreux maîtres sont connus, tels que maître Paul de Levoča ou Maître M. S.. L'art slovaque moderne a été influencé par le folklore slovaque et l'art européen.
Au milieu du XIXe siècle, un style slovaque apparait avec des artistes comme Peter Michal Bohúň ou Jozef Božetech Klemens. D'autres artistes importants comme Vladimír Kompánek, Ladislav Medňanský, Dominik Skutecký, la peintre cubiste Ester Šimerová-Martinčeková, ou le surréaliste Imro Weiner-Kráľ, ou au XXe siècle Koloman Sokol, Julius Bartfay, Albín Brunovský, Gustáv Mally, Martin Benka, Mikuláš Galanda, ou Ľudovít Fulla,,.

### Musique

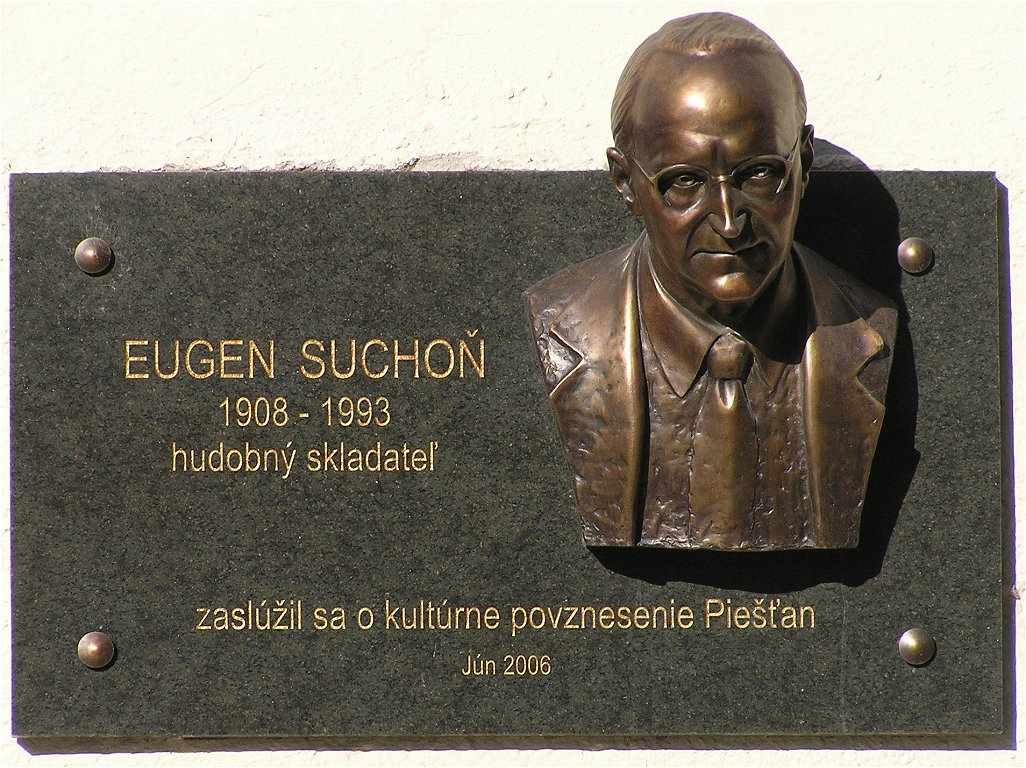
Mémorial Eugen Suchoň à Piešťany.

La musique slovaque remonte à la musique religieuse catholique, elle est étroitement liée à la musique des pays et peuples voisins (Autriche, Roms), et des états dont la Slovaquie a fait partie (Hongrie, Tchéquie). Elle a également d'autres influences telles que les musiques allemande, espagnole, française, italienne, ou provençale.
La vie musicale ne reprend son cours pleinement qu'au XVIIe siècle (avec des compositeurs tels que Ján Kusser (cs)), à la suite des invasions ottomanes et Bratislava devenant la ville de couronnement hongroise, et qui reste jusqu'à maintenant un centre musical important, visité par de nombreux grands compositeurs.
À la suite de l'indépendance, sur les bases de la musique tchèque et traditionnelle naît une musique nationale slovaque, avec des compositeurs tels que Eugen Suchoň, Ján Cikker, et Alexander Moyzes, qui sera suivie par une avant-garde forte dans les années 1960, avec Roman Berger, Jozef Malovec, Pavol Šimai, Ilja Zeljenka, Miro Bázlik, Ivan Parík, Peter Kolman, Ladislav Kupkovič. Après les années 1980, des compositeurs influencés par la musique minimaliste apparaissent, tels que Martin Burlas, ou Peter Machajdik.
La Slovaquie possède également de grands orchestres tels que l'Orchestre philharmonique slovaque, et de très bons interprètes tels qu'Edita Gruberová.
La musique populaire slovaque est très caractéristique et très riche, bénéficiant de la situation du pays à un carrefour entre l'est et l'ouest, ainsi que le sud et le nord de l'Europe, et cette musique a influencé les premiers compositeurs slovaques. La musique traditionnelle slovaque a également bénéficié du travail de Béla Bartók (Les Chants populaires slovaques). Un des instruments traditionnels slovaques est la flûte fujara, qui a été reconnue comme patrimoine culturel immatériel par l’UNESCO en 2005.

La scène pop a été dominée depuis des années par Richard Müller, les musiques actuelles sont très en vogue depuis la chute du régime communiste. 

### Cinéma

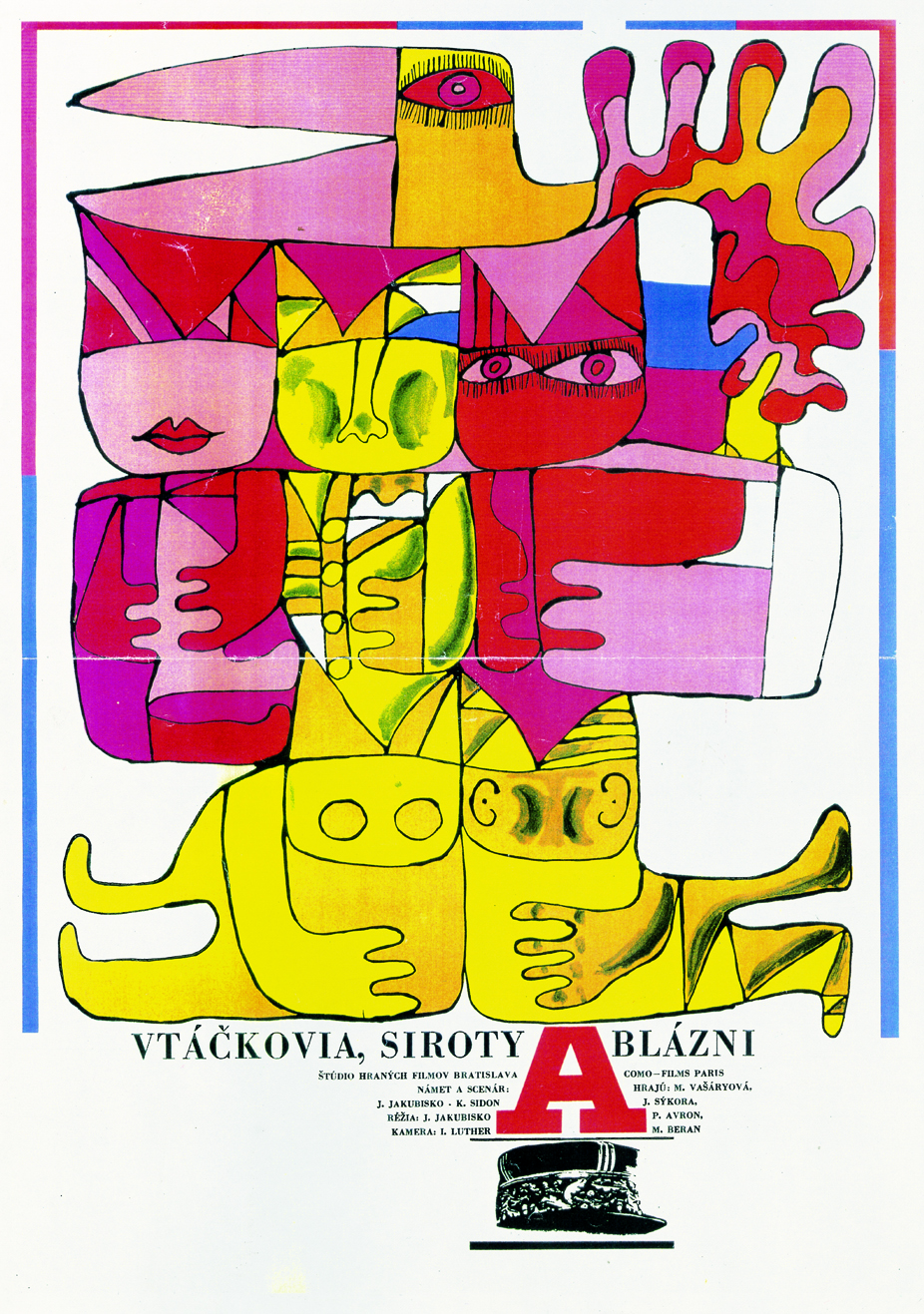
Affiche de Les Oiseaux, les Orphelins et les Fous, réalisée par Juraj Jakubisko.

Le cinéma en Slovaquie a souffert sous le régime communiste de la censure, et depuis l'indépendance de la compétition internationale et la réduction des subventions culturelles. Néanmoins, certains réalisateurs slovaques ont réussi à obtenir une reconnaissance internationale, comme Ján Kadár, Juraj Jakubisko, Dušan Hanák, Štefan Uher.
La Slovaquie héberge également une des sociétés les plus réputées en porno gay : BelAmi.

### Autres personnes
La Slovaquie est aussi connue pour ses polymathes, tels que Pavel Jozef Šafárik, Matthias Bel, Ján Kollár, et ses réformateurs et révolutionnaires politiques tels que Milan Rastislav Štefánik et Alexander Dubček.
D'autres personnalités célèbres incluent le héros Juraj Jánošík (équivalent slovaque de Robin des Bois), ou l'aventurier Maurice Beniowski.

### Biennales et festivals internationaux

#### Le Festival international du film de Bratislava (IFF)
Le Festival international du film de Bratislava (IFF), créé en 1999.

#### La Biennale d'illustration de Bratislava (BIB)
La ville organise depuis 1967 la Biennale d'illustration de Bratislava (BIB), biennale internationale qui délivre les prix parmi les plus renommés pour les illustrateurs de livres pour la jeunesse.
Les prix sont le Grand Prix BIB, la Pomme d'Or de Bratislava, la Plaque d'Or de Bratislava.
Le jury est international, composé de personnes appartenant au monde de la culture.

#### La Biennale d'animation de Bratislava (BAB)
Depuis 1991 se déroule la Biennale d'animation de Bratislava (BAB) ou Festival international de films d'animation pour enfants, biennale internationale qui rassemble et récompense des réalisateurs de films d'animation pour les enfants.

### Architecture
De nombreux grands monuments ont été construits sous le régime communiste dans les années 1960 et 1970 (tels que le Pont du soulèvement national slovaque ou la tour de télévision du Kamzík), qui ne sont pas toujours unanimement appréciés de nos jours.

L'architecture slovaque représente de nombreux styles (médiéval, baroque, moderne ou encore Art nouveau). Parmi les architectes slovaques on peut noter Dušan Jurkovič.

Une curiosité touristique rare et intéressante de la Slovaquie orientale (près de Košice) est le grand nombre d'églises rurales en bois, qui évoquent les stavkirke de Norvège.

### Gastronomie

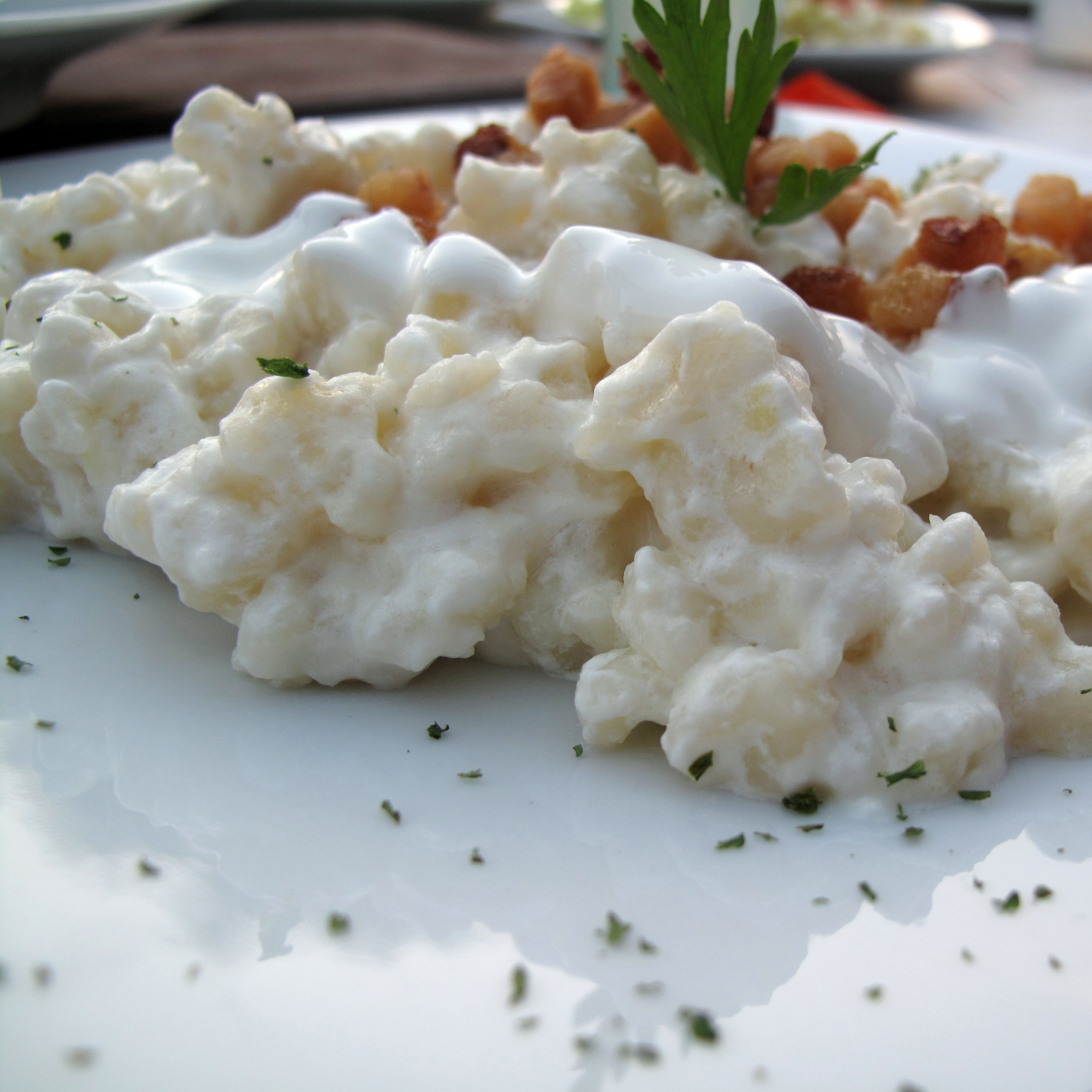
Bryndzové halušky.

La cuisine est fortement influencée par les cuisines hongroise, autrichienne et slave. On retrouve donc sur les tables la goulasch, les strudels et borchtch. Mais le plat national est un plat typiquement montagnard qui s'appelle halušky au brynza (slovaque : Bryndzové halušky) et qui consiste en un plat de gnocchis au fromage de brebis appelé Bryndza. Deux autres plats, des galettes de pommes de terre (slovaque : zemiakové placky) et une soupe aux choux (slovaque : kapustnica) présente sur toutes les tables le soir de Noël sont à signaler.
Les alcools traditionnels slovaques sont des alcools forts à base de prune (slivovica) et de baie de genévrier (Borovička). Les régions viticoles sont traditionnellement orientées vers la production de vin blanc dont le vin de tokaj produit dans le sud-est de la région de Košice.

### Langues
Le slovaque est une langue du groupe slave occidental, proche du tchèque, qui présente trois principaux dialectes. Il fut codifié par Anton Bernolák en 1787 (Bernolák se basa sur le dialecte slovaque occidental pour codifier la première langue littéraire slovaque), et Ľudovít Štúr, qui se basa sur le dialecte central en 1843.

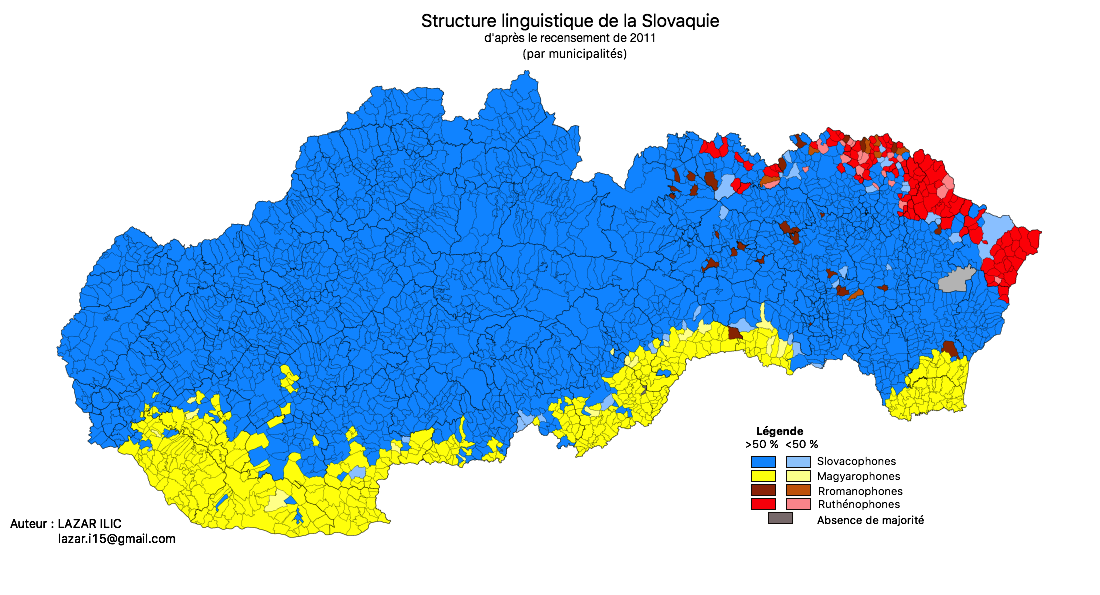
Langues majoritaires par commune en Slovaquie (2011).

Le slovaque est la seule langue officielle. Une nouvelle loi controversée adoptée par le parlement slovaque en juillet 2009 prévoit des sanctions, allant jusqu'à 5 000 euros d'amende, pour l'utilisation d'une langue d'une minorité dans les services publics. Néanmoins, les communes dont une minorité linguistique représente plus de 20 % des habitants bénéficient d'une signalisation bilingue. Les langues minoritaires reconnues sont en ordre décroissant du nombre de locuteurs, le hongrois, le romani des Carpates parlé par les Roms, le tchèque parlé par les Tchèques et les Moraves, le ruthène et l'ukrainien, l'allemand (0,1 %), le croate (0,1 %), le polonais (0,05 %) et le bulgare (0,02 %). Les Juifs (0,06 %) sont également reconnus comme minorité mais se distinguent par la religion et non par la langue.

### Religion
La majorité des Slovaques s'identifie comme catholiques ou d'origine catholique (68,9 %), on compte également 6,93 % de luthériens, 4,1 % de gréco-catholiques, 2 % de calvinistes et 0,9 % d'orthodoxes et 13 % se sont déclarés sans confession. Il semble que bien que moins que ces pourcentages fréquentent les lieux de culte car selon l'Eurobaromètre de la Commission européenne en 2005, 40 % de la population était athée ou agnostique. Seuls un peu plus de 2 000 juifs demeurent aujourd'hui (comparé à 89 000 avant la Seconde Guerre mondiale).

### Fêtes et jours fériés
| Date                    | Nom français                                                                               | Nom local                                                              | Remarques                    |
| ----------------------- | ------------------------------------------------------------------------------------------ | ---------------------------------------------------------------------- | ---------------------------- |
| 1er janvier (1993)      | Nouvel An et Fête nationale                                                                | Novy Rok + Deň vzniku Slovenskej republiky                             |                              |
| 6 janvier               | Épiphanie (Adoration des Mages ou Baptême du Christ et Noël pour les chrétiens orthodoxes) | Zjavenie Pána (Traja králi a vianočný sviatok pravoslávnych kresťaňov) |                              |
|                         | Vendredi Saint                                                                             | Veľký piatok                                                           |                              |
|                         | Lundi de Pâques                                                                            | Veľkonočný pondelok                                                    |                              |
| 1er mai (1886)          | Fête du travail                                                                            | Sviatok práce                                                          |                              |
| 8 mai (1945)            | Jour de la victoire sur le nazisme                                                         | Deň víťazstva nad fašizmom                                             |                              |
| 5 juillet (863)         | Fête de saints Cyrille et Méthode                                                          | Sviatok svätého Cyrila a Metoda                                        |                              |
| 29 août (1944)          | Jour anniversaire du Soulèvement national slovaque                                         | Výročie SNP                                                            |                              |
| 15 septembre            | Fête de Notre-Dame des Sept Douleurs, patronne de la Slovaquie                             | Sviatok Panny Márie Sedembolestnej, patrónky Slovenska                 | lendemain de la Sainte-Croix |
| 1er novembre            | Toussaint                                                                                  | Sviatok všetkých svätých                                               |                              |
| 17 novembre (1989/1939) | Journée de la lutte pour la Liberté et la Démocratie                                       | Deň boja za slobodu a demokraciu                                       |                              |
| 24 décembre             | Veille de Noël                                                                             | Štedrý večer                                                           |                              |
| 25 décembre             | Noël                                                                                       | 1. sviatok vianočný                                                    |                              |
| 26 décembre             | Saint-Étienne                                                                              | 2. sviatok vianočný                                                    | [ 241 ]                      |